# Viktorianisches Zeitalter

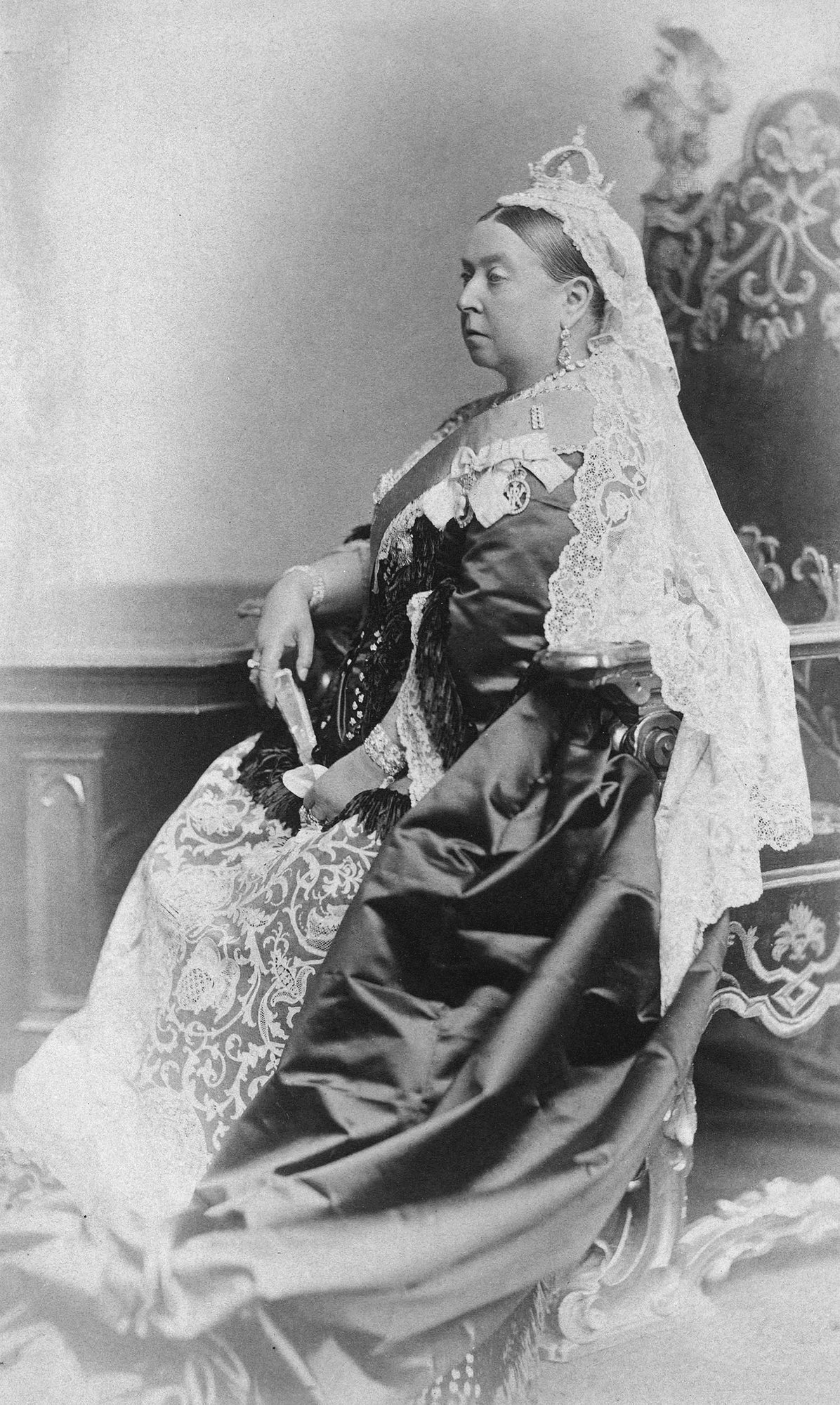
Königin Victoria anlässlich ihres 50. Thronjubiläums 1887

Als Viktorianisches Zeitalter (auch Viktorianische Epoche, Viktorianische Ära) wird in der britischen Geschichte meist der lange Zeitabschnitt der Regierung Königin Victorias von 1837 bis 1901 bezeichnet. Einige Historiker versuchten, einen davon abweichenden Zeitabschnitt mit bestimmten Merkmalen des „Viktorianismus“ zu definieren, die Vorschläge dabei gehen jedoch weit auseinander. Während des Viktorianischen Zeitalters florierte Großbritanniens Wirtschaft. Das lag vor allem daran, dass die industrielle Revolution nun auch im Bergbau und Maschinenwesen ihre Folgen zeigte und Großbritannien lange Zeit einen technologischen Vorsprung sicherte. Besonders der Ausbau des Eisenbahnnetzes hatte weitreichende Auswirkungen.
Anders als die Bezeichnung „Viktorianisches Zeitalter“ nahelegt, hatte Victoria kaum politischen Einfluss (anders als Elisabeth I. im Elisabethanischen Zeitalter). Die Innenpolitik des Viktorianischen Zeitalters konnte revolutionäre Umbrüche wie in anderen europäischen Staaten vermeiden. Durch Änderungen des Wahlrechts und der Verwaltungsstruktur erlangte eine breitere Masse politische Einflussnahme. In anderen Bereichen, insbesondere im Gesundheits- und Bildungswesen, kamen Reformen nur schleppend voran. Von 1845 bis 1848 litt Irland aufgrund der Kartoffelfäule und den daraus folgenden Missernten unter der Großen Hungersnot. In den 1870er Jahren begann die „Ära des Imperialismus“, in der Großbritannien im starken Wettbewerb mit anderen Kolonialmächten stand (v. a. mit Frankreich, später mit dem Deutschen Reich).

## Innenpolitik

### Königshaus

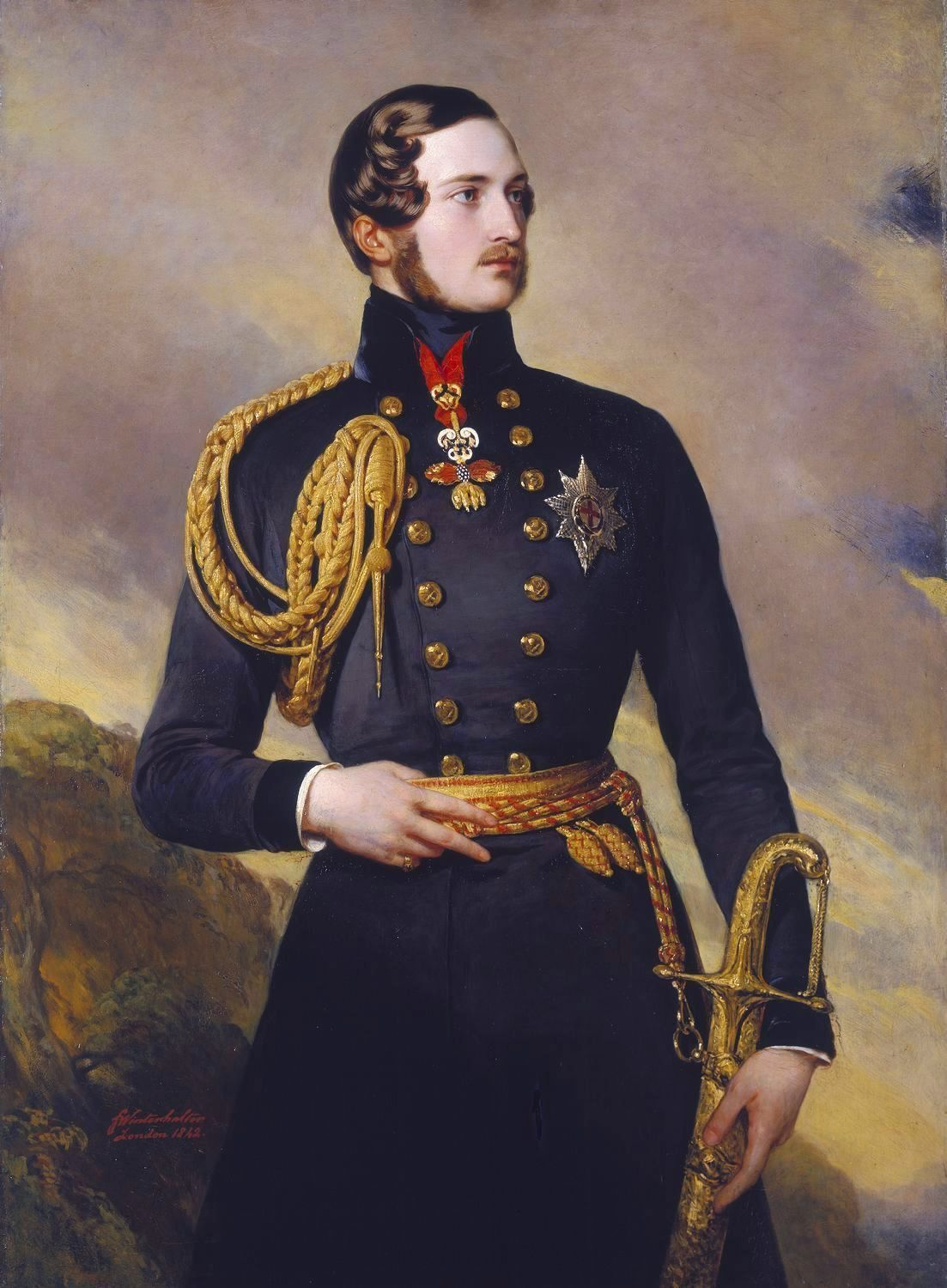
Albert von Sachsen-Coburg und Gotha (Gemälde von Franz Xaver Winterhalter, 1842)

Im Vereinigten Königreich von Großbritannien und Irland herrschte seit der ersten Hälfte des 18. Jahrhunderts die Königsdynastie des Hauses Hannover. Zum Zeitpunkt des Todes von Wilhelm IV. 1837 galt in Hannover – im Gegensatz zu Großbritannien und Irland – nur die männliche Erbfolge, weshalb die Personalunion zwischen beiden Königreichen aufgelöst wurde und die 18-jährige Viktoria Wilhelm nun auf den britischen Thron folgte. 1840 heiratete sie Albert von Sachsen-Coburg und Gotha, der die liberale Reformbewegung förderte, aber bereits 1861 starb. Darauf zog sich Viktoria vorübergehend aus der Öffentlichkeit zurück, wurde aber ab 1870 wieder aktiver. Im Gegensatz zu ihren Vorgängern wurde Viktoria zu einer populären, respektierten Symbolfigur der Epoche und verkörperte den Glanz des Britischen Weltreichs, zumal sie ab 1877 den Titel „Kaiserin von Indien“ trug.
Die Krone behielt noch lange Zeit Einfluss auf die Regierung, war aber nur bei uneindeutigem Wahlausgang in der Lage, ein Ministerium gegen die Mehrheit des Unterhauses im Amt zu halten. Zum letzten Mal geschah dies 1839, als der mit der Regierungsbildung beauftragte Robert Peel bei der Königin in Ungnade fiel und ihr Mentor, Viscount Melbourne, für kurze Zeit das Amt weiterführte. Auch die Außenminister der ersten Jahrhunderthälfte agierten eigenmächtiger als zuvor, oftmals gegen die Interessen der Krone, die gegen die parlamentarische Unterstützung des Ministers machtlos war. Allerdings entzog sich Viktoria, auch durch den Einfluss ihres Gatten, zunehmend Melbournes Dominanz.

### Parteien
Die Gegenspieler im britischen Zweiparteiensystem des 19. Jahrhunderts waren die Tories und die Whigs, die sich in der Regierung abwechselten. Seit etwa 1860 nannte man die Tories „Konservative“, während die Whigs einerseits Radikale aufnahmen und andererseits mit den von den Konservativen abgespaltenen „Peeliten“ um Robert Peel fusionierten und zu „Liberalen“ wurden. Die Liberalen wurden überwiegend von nonkonformistischen Handwerkern und Kaufleuten aus der Provinz bestimmt, wohingegen bei den Konservativen Anglikaner und Grundbesitzer vorherrschten. Erst gegen Ende des Jahrhunderts kam eine Arbeiterpartei hinzu.
Die Zeit von 1846 bis 1867 war von politischer Instabilität mit Minderheitsregierungen und unvorhersehbaren Abstimmungen geprägt, da die Abgeordneten sich in ihrem Abstimmungsverhalten noch kaum von den Parteiführung beeinflussen ließen, andererseits der Einfluss der Krone auf das Parlament bereits deutlich zurückgegangen war. Zu dieser Zeit formierte sich mit den Peeliten auch eine Splitterpartei der Konservativen. Später sorgten die Whips der Parteien dafür, dass Abgeordnete sich nach der Parteispitze richteten. Eine Neufassung der parlamentarischen Geschäftsordnung 1882 schränkte die Entscheidungsfreiheit der Abgeordneten weiter ein.
Aufgrund der Wahlrechtsreformen modernisierten sich die Parteien und warben in der breiten Öffentlichkeit um Unterstützung. Seit Ende der 1860er Jahre richteten sie ein organisiertes Netz regionaler Parteibüros ein; charismatische Parteiführer zogen die Aufmerksamkeit auf sich. Als Gladstone 1861 die Stempelsteuer abschaffte und Zeitungen für jedermann bezahlbar wurden, beeinflussten auch diese stark die öffentliche Meinung.
Premierminister 1837–1901

### Demokratisierung
In Großbritannien verhinderten mehrere Reformen eine Revolution, wie sie zu dieser Zeit in einigen kontinentaleuropäischen Staaten stattfanden. Führende Politiker lehnten oftmals Demokratiebestrebungen nicht grundsätzlich ab, sondern versuchten, sie in die bereits vorhandenen politischen Institutionen zu lenken. Im Zuge zweier Wahlrechtsreformen während Viktorias Herrschaft und der damit steigenden Zahl der Wahlberechtigten gewann die Volksvertretung, das Unterhaus des Parlaments, an Legitimität. Das Oberhaus war weiterhin in der Lage, weitreichende Gesetzesvorhaben umzustoßen, wenngleich es bereits vorher an Bedeutung eingebüßt hatte.
Die Wahlrechtsreform von 1832 hatte bereits einem Großteil der Mittelschicht, nicht aber den Arbeitern, das Wahlrecht zugesprochen – insgesamt nur einem Dreißigstel der Bevölkerung. Im Gegensatz zu späteren Reformen war sie von großem öffentlichem Druck begleitet und wurde wohl auch aus Angst vor einem Umsturz (siehe Revolutionsjahr 1830) verabschiedet. Bestechungen und Gewalt waren weiterhin verbreitete Praktiken bei Wahlen, aber der Einfluss der Krone und des Oberhauses auf die Zusammensetzung des Unterhauses war beschnitten. Trotz aller Reformen blieb das Parlament, quer durch die Parteien, von der Schicht der Grundbesitzer dominiert, was sich unter anderem in den Auseinandersetzungen um die Getreidezölle zeigte.
Die Mehrheit der Liberalen befürwortete eine Ausweitung des Wahlrechts und schlug 1866 unter Premierminister Russell ein Gesetz vor, das aber im Unterhaus an den Torys und dem konservativen Flügel der Liberalen scheiterte. Auf Verlangen Disraelis brachten die nun gewählten Konservativen unter dem Earl of Derby einen erheblich weitreichenderen Gesetzentwurf als denjenigen der Liberalen ein. Dieses Gesetz von 1867 verdoppelte die Zahl der Wahlberechtigten nahezu, behielt jedoch die Trennung zwischen den zwei Arten von Verwaltungseinheiten, den Countys und Boroughs, bei. Während in den Countys der Besitz oder die Pachtung von Land mit einem Mindestertrag zur Wahl berechtigte, durften in den Boroughs Haushaltsvorstände mit eigenem Haus sowie bestimmte Mieter wählen. Dies schloss Arbeiter aus, die häufig ihre Bleibe wechseln mussten. Die Wahlkreise wurden ebenfalls neu eingeteilt, wobei die Gewichtung sich an den jeweiligen Bevölkerungszahlen orientierte. Tatsächlich vergrößerte man allerdings durch die Aufwertung ländlicher Kreise die Unausgewogenheit zwischen Countys und Boroughs. Als Folge dieser Reform waren rund 36 Prozent der erwachsenen Männer wahlberechtigt, darunter die meisten Facharbeiter.
Mit der Reform von 1867 nahm die Macht der jeweiligen Regierung zu. Nicht nur Radikale, sondern auch Konservative befürworteten nun eine stärkere politische Beteiligung der Arbeiter. 1872 wurden geheime Wahlen eingeführt, womit Wähler vom Druck ihrer Grundherren oder Arbeitgeber unabhängig wurden. Die Wahlrechtsreform von 1884 berechtigte die meisten Haushaltsvorstände mit ständigem Wohnsitz zur Wahl. Wiederum änderte man die Wahlkreise; diesmal fielen die Unterschiede zwischen Countys und Boroughs weg. Abgeordnete mit landwirtschaftlichen Anliegen gerieten zugunsten der nunmehr wesentlich einflussreicheren Industriegebiete in die Minderheit. Damit waren rund 60 Prozent der erwachsenen Männer wahlberechtigt. Die Reform zog weitere Gesetze nach sich, die den Einfluss des Adels in den Kommunalstrukturen schwächten.

### Verwaltung und Justiz
Die Städteordnung von 1835 hatte die alte, von Nepotismus gezeichnete Verwaltungsstruktur abgeschafft und den Stadtrat zur maßgebenden Behörde der Kommunalverwaltung erklärt. Die Steuerzahler wählten zwei Drittel der Stadträte; ein Drittel – sogenannte Aldermen – wurden vom Stadtrat selbst gewählt. Mit der Zeit übernahmen die neuen Organe diverse Aufgaben der Lokalverwaltung, verloren aber ihre rechtsprechende Gewalt, da diese von Parteibestrebungen unabhängig sein sollte. 1873 vereinigte man die obersten Gerichtshöfe. 1888 lösten aufgrund eines Gesetzes neue regionale Verwaltungseinheiten, deren Rat in allgemeiner und gleicher Wahl bestimmt wurde, die alten Grafschaften ab. Die Einschränkung des Schiedsamts auf die Rechtsprechung schloss die Trennung von Justiz und Verwaltung ab. Das Verwaltungsgesetz von 1894 schließlich sicherte kleineren Dörfern eine Gemeindeversammlung und größeren einen Gemeinderat zu.
Ein erster Schritt zur Einführung eines Berufsbeamtentums war die Wiedereinführung der Einkommensteuer 1842, die das Inspektorenwesen, das Geschäftseinkünfte und Arbeitsverhältnisse kontrollierte, auf die Steuererhebung ausweitete. Die Durchsetzung dieser und anderer Regelungen auf Kommunalebene erforderte fachlich ausgebildete Sonderbeauftragte, die ab 1855 von einer Kommission bestimmt wurden. Ab 1870 rekrutierten sich die Kandidaten durch freien Wettbewerb und Prüfungen, wodurch die Bürokratie endgültig Unabhängigkeit erlangte.

### Gesundheit

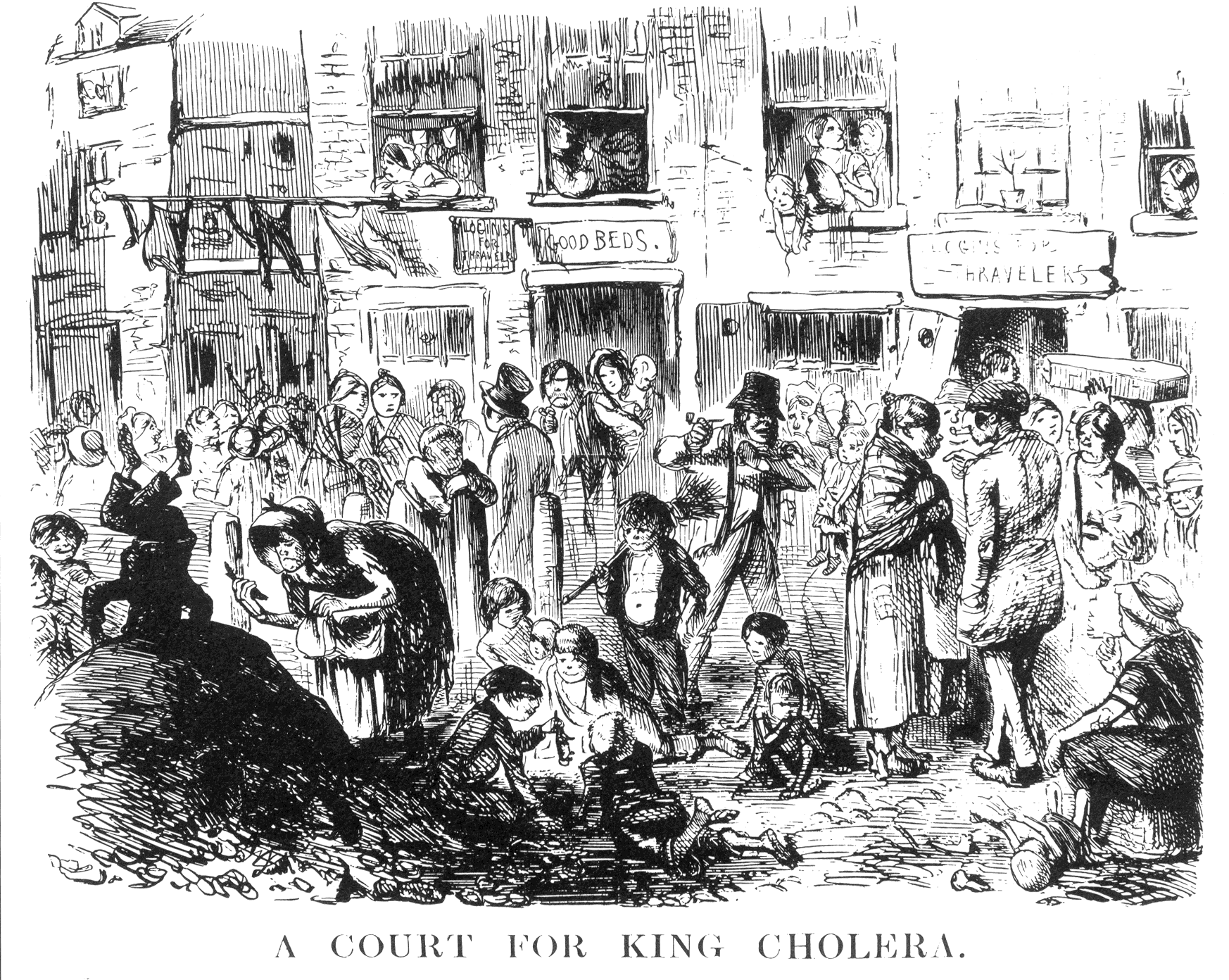
Cartoon aus der Satirezeitschrift Punch von 1852, der eine Straßenszene eines Elendsviertels darstellt, mit der Aufschrift „Ein Hof für König Cholera“.

Die ungesunden und unhygienischen Lebensverhältnisse in den britischen Städten verschlimmerten sich in der ersten Hälfte des Jahrhunderts. Zwar wurden einige Hauptstraßen gesäubert, nicht aber die Seitenstraßen der dunklen, immer dichter bevölkerten Elendsviertel. Da es keine Abwasserentsorgung und, wenn überhaupt, nur Zugang zu schmutzigem und mit Krankheitserregern verseuchtem Wasser gab, waren gefährliche Infektionskrankheiten allgegenwärtig.
Edwin Chadwick hatte sich bereits seit 1820 für ein zentrales Gesundheitsministerium eingesetzt, doch Behörden, Grundstücksbesitzer und Wasserversorgungsunternehmen wehrten sich gegen Maßnahmen, da sie einen Eingriff in Privateigentum und damit einen Angriff auf die traditionelle englische Freiheitsliebe bedeutet hätten. Außerdem würde damit den Arbeitern die Möglichkeit genommen, sich selbst aus ihrer Situation zu befreien. Unter Chadwicks Einsatz und angesichts einer Choleraepidemie, die in England und Wales über 72.000 Tote forderte, wurde 1848 ein Gremium eingerichtet, das alle städtischen Behörden außer in London ab einer bestimmten Mortalität zum Eingreifen zwingen sollte. Wasserwerke erschlossen frischere Wasserquellen; man richtete Wasserspülungen und Kanalisationen ein.
Trotz weiteren Widerstands schritt die Gesundheitspflege in den Städten voran, was sich in einer stark sinkenden Mortalität niederschlug. Dennoch blieben die medizinischen Kenntnisse recht eingeschränkt. Die Keimtheorie setzte sich nur langsam durch, und Impfungen blieben, wenn sie denn sachgemäß durchgeführt wurden, lange auf Pocken beschränkt. Wichtige Entwicklungen waren die Verbreitung der Anästhesie bei Operationen seit den 1840er und die erste Anwendung der Desinfektion durch Joseph Lister in den 1860er Jahren.

### Bildung
Bereits seit den 1830er Jahren hatten die Liberalen auch für die Unterschicht Bildung gefordert, die traditionell lange als Angelegenheit der Kirche angesehen wurde. Zu Reformen kam es erst, nachdem unter Gladstone die Anglikanische Kirche, die sich lange den staatlichen Bildungsbestrebungen widersetzt hatte, einige ihrer Privilegien verloren hatte. Nicht zuletzt angesichts des effizienteren, stärker naturwissenschaftlich-technisch ausgerichteten Bildungssystems des wirtschaftlichen Konkurrenten Deutschland wurde 1870 ein Erziehungsgesetz verabschiedet. Neben den vorhandenen Schulen baute man damit ein staatliches, auf lokaler Ebene geregeltes Schulsystem auf und erließ armen Familien das Schulgeld. Dank der Elementarbildung, die 1891 für alle kostenlos wurde, schwand rasch die Zahl der Analphabeten, die um 1840 noch den Großteil der Bevölkerung ausgemacht hatten.
Die Public Schools (höhere Privatschulen) nahmen nach und nach ihre heute typische Form an. Während sie sich vorher auf Latein- und Griechischunterricht beschränkt, großzügig Prügelstrafen angewandt und Schüler kaum betreut hatten, förderten sie seit etwa 1860–1880 den Sportunterricht und das Ideal des Gentleman (“Stiff upper lip”). Auch Grammar Schools bekamen größeren Zulauf.
Gegen Ende des 19. Jahrhunderts baute man auch das Hochschulsystem stark aus, wovon vor allem Industrieregionen profitierten. Die Universitätslaufbahn wurde 1871 allen qualifizierten Bürgern, unabhängig von sozialem Stand und Religion, geöffnet. Insbesondere in London nahm auch das Angebot an Erwachsenenbildung zu. In South Kensington wurden eine Reihe von Bildungseinrichtungen und Museen gegründet, darunter das Imperial College, die Royal Colleges of Art und Music, die Physical Society, die Royal Geographical Society und das Victoria and Albert Museum.

### Polizei und Strafrecht
1837 besaß etwa die Hälfte der englischen Boroughs eine bezahlte Polizei; die Städteordnung von 1835 machte sie zur Pflicht. 1839 gestattete man auch Counties Polizeikräfte. Die Einführung kam in den Grafschaften nur schrittweise voran und variierte beträchtlich von Region zu Region; erst 1856 wurde sie verbindlich.
Die Deportation von Strafgefangenen nach Australien wurde 1867 vollständig abgeschafft, hatte aber schon vorher abgenommen. In der Folge übernahm der Staat die Verwaltung von fünf Gefängnissen. Die Strafmaße blieben lange Zeit hart; die Freiheitsstrafe für unbeglichene Geldschuld etwa wurde erst 1869 aufgehoben. Dennoch wurde das Strafrecht fortlaufend reformiert. Nach 1838 wurde nur noch für Mord und Mordversuch gehenkt, wenngleich öffentliche Hinrichtungen noch bis 1868 verbreitet waren.

### Irland
Irland war seit dem 1. Januar 1801 dem Königreich angeschlossen. Mit der Zeit entwickelte sich eine mächtige Nationalbewegung, die die völlige Unabhängigkeit forderte. Peel ging mit Härte gegen Irlands populärsten Politiker Daniel O’Connell (1775–1847) und seine Bewegung vor und plante unabhängig davon, die Lage durch sozialpolitische Maßnahmen und Agrarreformen zu beruhigen. Dies scheiterte an der großen Hungersnot von 1845 bis 1849, einem tiefen Einschnitt der irischen Geschichte.
Diese Hungersnot wurde durch die damals herrschende wirtschaftspolitische Orthodoxie des laissez-faire noch verschärft. In dieser Zeit verhungerten etwa 1 Million Menschen und etwa 2 Millionen wanderten aus, davon etwa drei Viertel in die Vereinigten Staaten, die meisten anderen nach Kanada und Großbritannien. Die Iren machten England für ihr Unglück verantwortlich; 1848 versuchte die Bewegung „Junges Irland“ unter Führung von William Smith O’Brien und Charles Gavan Duffy die Unabhängigkeit Irlands von Großbritannien zu erkämpfen. Der kaum organisierte und schlecht ausgerüstete Aufstand wurde schnell niedergeschlagen.
Vereinzelte gewalttätige Aufstände machten die britische Regierung immer wieder auf die irische Frage aufmerksam. Irland drängte nun auf Home Rule (Selbstverwaltung). 1869 schaffte Gladstone den Status der Anglikanischen Kirche als Amtskirche in Irland ab. Ein 1870 folgendes Gesetz, das die Rechte der von den englischen Grundherren ausgebeuteten irischen Pächter stärken sollte, hatte nur wenig praktische Auswirkungen. Der irische Wortführer Charles Stewart Parnell (1846–1891) erhöhte den Druck auf die Regierung, indem er zu Boykott aufrief und durch Dauerreden den normalen Ablauf des Parlaments lahmlegte. Gladstone gewährte 1881 Pächtern zwar ein gewisses Miteigentum am Land der Grundbesitzer, konnte aber die soziale Unzufriedenheit nur teilweise mildern. In der Folge wurden mehrere englische Beamte ermordet; die Regierung reagierte mit Zwangsgesetzen.
Nach der Wahlrechtsreform von 1884 gewann die neu gegründete Irish Parliamentary Party an Bedeutung, worauf Liberale und Konservative den Iren entgegenkamen, um Stimmen zu gewinnen. Während die Konservativen die Landablösung weiterführten, bemühten sich die Liberalen um die Durchsetzung der Selbstverwaltung. Gladstones Gesetzesentwurf von 1886 scheiterte am Unterhaus, ein weiterer von 1893 nur noch am Oberhaus. Mit den Unionisten bildete sich eine Gegenbewegung, die die Selbstverwaltung ablehnte, und mit der Gaelic League eine kulturelle Nationalbewegung. Dies verzögerte weitere Entwicklungen in der Irlandfrage.

### Philosophischer Hintergrund
Die große Zahl von Reformen bis 1875 legt einen nahezu revolutionären Bruch mit der Vergangenheit nahe, der einer bestimmten Doktrin entspringt. Viele politische Entscheidungen dieser Zeit waren entweder von Laissez-faire (etwa der Freihandel) oder im Gegenteil von Kollektivismus (etwa die Arbeitszeitregelungen) geleitet. Ab etwa 1880 wurden Laissez-faire und Individualismus mehr und mehr als utopisch und unerreichbar betrachtet.
Der Philosoph Jeremy Bentham (1748–1832), Mitbegründer des Utilitarismus, entwickelte seine Ethik ausgehend von der Zielsetzung des „größtmöglichen Glücks der größtmöglichen Zahl“. Zur praktischen Durchsetzung dieses Prinzips konnte je nach Situation Laissez-faire oder Kollektivismus angewandt werden. Bentham theoretisierte mehr als jeder andere Denker seiner Zeit über Regierungspolitik. Mehrere namhafte Intellektuelle und Politiker, unter anderem Chadwick, traten für seine Ideen ein. Der „Benthamismus“ wird oft mit der Politik des 19. Jahrhunderts in Verbindung gebracht; inwieweit er tatsächlich die Reformbestrebungen der viktorianischen Zeit bestimmte, ist jedoch umstritten.

## Außenpolitik
Die Zeit von 1830 bis 1865 wurde vor allem von Palmerston, zunächst als Außenminister, später als Premierminister, geprägt. Er verfolgte eine opportunistische und unabhängige Politik, in der er die Bündnisfreiheit Großbritanniens zu bewahren und gleichzeitig ein Ungleichgewicht zwischen kontinentaleuropäischen Nationen zu verhindern suchte. Um den Handel nicht zu gefährden, zog er in Europa friedliche Lösungen von Konflikten vor. Zwar führte Großbritannien während der Viktorianischen Ära über 200 militärische Einsätze durch, im Gegensatz zur Zeit vor Palmerston aber, abgesehen vom Krimkrieg, keine Kriege mit Großmächten.
Nach dem Tod Palmerstons nahm in der Politik Europa eine geringere Stellung als die außereuropäische Welt ein. Gladstone verfolgte während seiner ersten Amtszeit (1868–1874) eine zurückhaltende Außenpolitik.
Der Erwerb von Kolonien hatte, neben der Sicherung von Rohstoffen und Absatzmärkten, auch ideologische Gründe. Man betrachtete die Neuordnung „unzivilisierter“ Verhältnisse, ebenso wie die Missionierung, als Aufgabe. Nach dem erneuten Amtsantritt Disraelis 1874 begann die „Ära des (neuen) Imperialismus“. Zwar besaß Großbritannien zu dieser Zeit bereits ein großes Kolonialreich, stand aber nunmehr in starkem Wettbewerb mit anderen Kolonialmächten. Das Sendungsbewusstsein nahm in der Politik wie in der Massenpresse rassistische und jingoistische Züge an, ohne Selbstverwaltungen zu erwägen. Nachfolgende liberale Regierungen bemühten sich ebenfalls um eine – zunehmend defensive – Sicherung des Britischen Weltreichs. Allerdings unterlag die Politik vor Ort oftmals keiner zentralen Strategie, sondern wurde maßgeblich von den jeweiligen Gouverneuren bestimmt. In den 1890er Jahren übernahm der Staat die koloniale Erwerbspolitik, die vorher auch von privaten Gesellschaften getragen wurde, vollständig.

### Orientkrise
In den 1830er Jahren schwächten mehrere Unabhängigkeitsbewegungen, darunter in Ägypten, das Osmanische Reich. 1833 hatte der Sohn des ägyptischen Khediven Muhammad Ali, Ibrahim, Syrien erobert und bedrohte Konstantinopel. Daraufhin bildete der russische Zar eine Allianz mit dem türkischen Sultan und entsandte Truppen. Dies stellte aus britischer Sicht einen Versuch der Landmacht Russland dar, Zugang zum Meer zu erlangen. Ibrahim zog sich nach Syrien zurück.
1839 wurde das Nahostproblem wieder akut, als der Sultan seine Ansprüche geltend machte und Ibrahim in Syrien angriff. Frankreich stellte sich auf die Seite Ägyptens, während Palmerston ein Eingreifen Österreichs, Russlands und Preußens zu Gunsten des Sultans veranlasste (Orientkrise). Muhammad Ali gab daraufhin Syrien auf, was Frankreichs Ambitionen einschränkte. 1841 verpflichtete sich die Türkei mit dem Dardanellen-Vertrag, die Dardanellen zu Friedenszeiten für Kriegsschiffe zu sperren. Damit war auch der Einfluss Russlands, das vormals den britischen Zugang vom Nahen Osten bis nach Indien gefährden konnte, zurückgedrängt.

### Krimkrieg

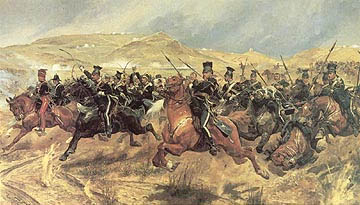
Charge of the Light Brigade („Attacke der Leichten Brigade“), Gemälde von Richard Caton Woodville junior

1853 sah Russland angesichts des zerfallenden Osmanischen Reiches eine erneute Gelegenheit, sich den Zugang zu den Dardanellen und zum Balkan zu sichern. Als Vorwand verlangte der Zar vom osmanischen Sultan den Schutz der orthodoxen Christen im osmanischen Reich und das Protektorat über sie im Heiligen Land. Der Sultan lehnte, unterstützt durch den britischen Botschafter, die russischen Forderungen ab. Die russische Besetzung der unter osmanischer Herrschaft stehenden Donaufürstentümer löste den Krimkrieg aus.
Großbritannien und Frankreich traten den Expansionsbestrebungen Russlands entgegen und entsandten erst Kriegsschiffe, später Truppen, ins Schwarze Meer. Am 3. Juni 1854 forderte Österreich Russland auf, sich aus den Donaufürstentümern zurückzuziehen und besetzte diese nach dem russischen Abzug selbst. Die westlichen Alliierten waren enttäuscht vom freiwilligen Rückzug der Russen und beschlossen, die russische Festung Sewastopol auf der Halbinsel Krim anzugreifen. Frankreich suchte damit weiterhin einen militärischen Erfolg, und Premier Lord Aberdeen erwartete vom Krieg einen Sympathiegewinn bei der russenfeindlichen Öffentlichkeit. Das britische Militär musste angesichts unzureichender Versorgung und mangelnder Hygiene, die zu Epidemien führte, hohe Verluste hinnehmen. Kriegsberichterstatter wie William Howard Russell machten die Öffentlichkeit zudem auf die schlechte Organisation des Stellungskriegs aufmerksam. Florence Nightingale erlangte in diesem Zusammenhang Bekanntheit, indem sie sich um verbesserte Bedingungen in den Lazaretten bemühte. Die durch eine Reihe von Missverständnissen ausgelöste britische Attacke der Leichten Brigade auf russische Geschützstellungen während der Schlacht bei Balaklawa gilt in der englischen Literatur bis heute als zentrales Ereignis. Als heldenhafter Todesritt von Balaklawa wurde sie zum Mythos verklärt.
Mit der alliierten Eroberung Sewastopols, nach fast einjähriger Belagerung, im September 1855, endete der Krieg. Der Frieden von Paris 1856 sah die Garantie der türkischen Neutralität und die Entmilitarisierung des Schwarzen Meers vor, konnte aber die „Orientalische Frage“ nicht dauerhaft lösen, weshalb die Region instabil blieb.

### Weiteres Europa
Um den Einfluss Russlands und Frankreichs weiter zurückzudrängen, stellte sich Palmerston gegen den französischen Kaiser Napoleon III., der unabhängige italienische Einzelstaaten gründen wollte, und unterstützte die liberalen Gruppierungen, die sich für die Einigung Italiens einsetzten. Die Unabhängigkeitsbewegungen in Ungarn unterstützte Palmerston nicht, da er Österreich als Gegenspieler Russlands behalten wollte. 1863 gab Großbritannien die unter Protektorat stehenden Ionischen Inseln wieder an Griechenland zurück. Während des Deutsch-Dänischen Kriegs 1864 erlitt Palmerston eine Niederlage, da es ihm nicht gelang, die Expansion Preußens zu verhindern.
Im Deutsch-Französischen Krieg 1870–1871 blieb Gladstone neutral und sicherte per Vertrag mit den beiden Kriegsmächten die belgische Neutralität. Um einen weiteren Machtzuwachs des Deutschen Reiches zu verhindern, stellte sich Disraeli während der Krieg-in-Sicht-Krise auf die Seite Frankreichs und Russlands.
Im Gegensatz zur liberalen Opposition wandte sich Disraeli während der Balkankrise 1876–1877 gegen Russland. Der Frieden von San Stefano bedeutete einen enormen Machtzuwachs für das siegreiche Russland und konnte den Zugang nach Indien gefährden. Daraufhin übte Großbritannien Druck aus, indem es Flotten zu den Meerengen schickte. Der Berliner Kongress von 1878, der eine neue Balkanordnung festlegte und den Einfluss Russlands einschränkte, konnte einen Krieg abwehren. Großbritannien erhielt Zypern und behielt die Möglichkeit, sein Reich auszubauen. 1887 trat Großbritannien der Mittelmeerentente bei, um sich gegen die Ambitionen Frankreichs und Russlands zu schützen. Die Krüger-Depesche von 1896 führte zur Distanzierung von Deutschland.

### Kanada
Seit dem Canada Act von 1791 war Kanada in das englische Oberkanada und das französische Niederkanada geteilt. Ende der 1830er Jahre revoltierte Oberkanada gegen die vom Mutterland eingesetzte Verwaltung, während sich in Niederkanada Spannungen zwischen der französisch-katholischen Mehrheit und der englischen Minderheit entwickelten. Daraufhin hob London die bestehende Verfassung auf und sandte Lord Durham als Bevollmächtigten nach Kanada. Durham trat für eine Selbstverwaltung ein. 1841 wurde sein Vorschlag vom Kabinett angenommen und Niederkanada und Oberkanada zur Provinz Kanada verschmolzen. 1867 wurde die Provinz Kanada zusammen mit Neubraunschweig und Neuschottland zu einem Bundesstaat. 1869 kam es in Kanada zur Red-River-Rebellion und 1885 zur Nordwest-Rebellion der Métis.

### Weiteres Amerika
Im Sezessionskrieg 1861–1865 war die britische Regierung zwar auf der Seite der Südstaaten, blieb aber offiziell neutral, da Napoleon III. nur bei einem Sieg der Südstaaten ein mexikanisches Protektorat errichten konnte. Im Zuge der Trent-Affäre wäre es 1861 aber beinahe zum Kriegseintritt Großbritanniens auf Seiten der Konföderierten gekommen.
1895 kündigte US-Präsident Cleveland an, er werde alte venezolanische Ansprüche auf das benachbarte Britisch-Guyana durchsetzen. Dieser Konflikt belastete die Beziehungen zu den Vereinigten Staaten. 1899 erreichte Salisbury eine Einigung zu seinen Gunsten.

### Zentralasien und Indien
In Indien konnte Großbritannien weitgehend ungestört von anderen Großmächten Kolonialpolitik betreiben. Die Sicherung der britischen Vormachtstellung in Indien nahm eine herausragende Stellung im politischen Diskurs ein. Seit 1784 übte die Krone mittels der Ostindien-Kompanie eine indirekte Herrschaft über das Land aus. Ihr Handelsmonopol hatte die Kompanie in den 1830er Jahren bereits weitgehend verloren.
Zur Zeit Viktorias versuchten britische Gouverneure wie Dalhousie, die Macht der indischen Fürsten einzuschränken und durch Bautätigkeit sowie Änderungen des Verwaltungs- und Bildungswesens europäische Verhältnisse durchzusetzen. Auch Missionare waren aktiv. Wenngleich der Widerstand gegen diese kulturellen Eingriffe nie aufgehört hatte, bedeutete der Sepoy-Aufstand 1857 einen Einschnitt in der Indienpolitik. Die Meuterei indischer Soldaten belastete nachhaltig die britische Moral und beendete die aggressivste Phase der Einflussnahme auf den Subkontinent. 1858 wurde die Ostindien-Kompanie aufgelöst und Indien formell zur Kronkolonie.
Der historische Konflikt zwischen Großbritannien und Russland um die Vorherrschaft in Zentralasien, auch The Great Game genannt, führte zu drei Anglo-Afghanischen Kriegen. Um die indischen Grenzen zu verteidigen und einer Expansion Russlands vorzubeugen, versuchte Großbritannien mehrmals, die Kontrolle über das benachbarte Afghanistan zu erlangen. 1839 eröffnete die British Indian Army den Ersten Anglo-Afghanischen Krieg, bei dem sie 1842 eine völlige Niederlage erlitten. Erst 1880 gelang es, die Afghanen im Zweiten Anglo-Afghanischen Krieg zu besiegen.

### China
Palmerstons Chinapolitik verfolgte rein kommerzielle Interessen, wobei ethische Prinzipien, anders als in Europa, nicht mehr galten. Die chinesische Regierung widersetzte sich jahrelang der illegalen Opiumeinfuhr durch die Ostindien-Kompanie und ließ 1839 über tausend Tonnen des Rauschgifts vernichten. Die Briten eröffneten das Feuer und leiteten den Ersten Opiumkrieg ein, aus dem sie bald siegreich hervorgingen. Die Bedingungen des 1842 unterzeichneten Vertrags von Nanking an China waren äußerst hart und verlangten unter anderem die Abtretung Hongkongs sowie die Öffnung von fünf Häfen für den Handel.
Nach dem Taiping-Aufstand eröffneten Großbritannien und Frankreich 1856 den Zweiten Opiumkrieg, wobei sie Rückendeckung von Russland und den Vereinigten Staaten erhielten und weite Teile des Landes verwüsteten. Trotz einiger Proteste erfuhr Palmerstons Vorgehen in Großbritannien mehrheitlich Unterstützung. Britische und französische Einheiten marschierten schließlich 1860 in Peking ein. China musste die Errichtung von Botschaften, die Legalisierung des Opiumhandels und die christliche Mission dulden.

### Nordafrika
Die Kontrolle Ägyptens war wegen des 1869 fertiggestellten Sueskanals, der den Seeweg nach Asien verkürzte, von großer strategischer Bedeutung. 1875 kaufte Disraeli dem verschuldeten Khediven alle Suezkanal-Aktien ab und beschnitt damit den französischen Einfluss im Land; Frankreich wurde aber an der Kontrolle der Staatsfinanzen beteiligt. Nach dem Urabi-Aufstand nationalistischer Gruppen unter Ahmed Urabi Pascha besetzten 1882 britische Truppen nach der Schlacht von Tel-el-Kebir alleine Ägypten und machten es formell zu einem Teil des Reiches. Damit begann der Neue Imperialismus; die koloniale Erwerbspolitik beschleunigte sich. Allerdings war die britische Macht in Ägypten begrenzt, da auch andere Staaten, unter anderem Frankreich, Vorrechte im Land hatten.
Nach dem Mahdi-Aufstand im Sudan versuchte der neue britische Gouverneur des Sudan Gordon Pascha vergeblich die Ausbreitung der Mahdi-Bewegung zu behindern. Am 26. Januar 1885 eroberten die Mahdisten Khartum, wobei Gordon Pascha getötet wurde. Die britische Expedition zur Rettung Gordons unter General Wolseley erreichte die Stadt am 28. Januar 1885, zwei Tage nachdem diese gefallen war. Gladstones Ansehen litt unter diesem Rückschlag. Erst 1896 wurde ein britisch-ägyptisches Expeditionskorps unter Kitchener in Marsch gesetzt, das die Mahdisten am 2. September 1898 in der Schlacht von Omdurman besiegte. Der Anglo-Ägyptische Sudan wurde daraufhin ein Kondominium Großbritanniens und Ägyptens.
1898 kam es im Sudan zur Faschoda-Krise zwischen Großbritannien und Frankreich, die mit dem Rückzug Frankreichs und dem Sudanvertrag, der eine neue Grenzziehung festlegte, endete.

### Südafrika
Seit 1814 war das Kap endgültig britische Kolonie, 1872 erhielt es die Selbstregierung. Nach der Abschaffung der Sklavenhaltung 1833 kam es zum Konflikt mit den ansässigen Buren, denen eine wichtige wirtschaftliche Grundlage entzogen wurde. Daraufhin schlossen sich tausende Buren dem Großen Treck an und erschlossen das Hinterland. 1843 annektierten die Briten Natal. Der mächtige militaristische Zulustaat in der Nachbarschaft erschien den Briten aber als Bedrohung ihrer Siedlungen. Der deshalb 1879 stattfindende Zulukrieg führte dazu, dass die Zulu aufhörten als eigenständige Nation zu existieren.
Die Unabhängigkeit des Oranje-Freistaats und Transvaals wurde letztendlich anerkannt. Im Süden Afrikas gab es häufig Konflikte zwischen den Kolonialmächten, die stets von kurzer Dauer blieben, bis nach 1870 Gold- und Diamantenfunde zu Einwanderungswellen in die beiden Burenrepubliken führten. Auch geostrategische Interessen der Mächte, etwa Cecil Rhodes’ Pläne einer Eisenbahnverbindung bis nach Nordafrika, trugen zur Eskalation bei. 1884 akzeptierte Großbritannien den deutschen Schutzvertrag im Lüderitzland, später Deutsch-Südwestafrika, intervenierte aber gegen Bestrebungen in Südostafrika.
Der andauernde Konflikt zwischen Buren und anderen europäischstämmigen Bewohnern im Oranje-Freistaat und in Transvaal, der von britischer Seite befeuert wurde, führte 1899 zum Burenkrieg. Um der Guerillataktik der Buren entgegenzutreten, wandten die Briten die Taktik der verbrannten Erde an und errichteten Konzentrationslager, deren teils katastrophale Bedingungen mehr Opfer als auf dem Schlachtfeld forderten. Mit dem Frieden von Vereeniging 1902 wurden die beiden Burenrepubliken britisch.

### Weiteres Afrika und Australien
1874 zwang Garnet Wolseley dem Reich der Aschanti den Vertrag von Fomena auf, in dem diese auf alle ihre Rechte an der Küste verzichteten und der Sklavenhandel, ehemals die Haupteinnahmequelle der Aschanti, für illegal erklärt wurde. Etliche ehemalige Vasallen des Aschantireichs im Süden wurden in die britische Gold Coast Colony eingegliedert.
1884–1885 fand die Kongokonferenz statt, bei der die Aufteilung Afrikas geregelt wurde. Großbritannien, das mit Stanley und Livingstone viel zur Entdeckung des inneren Kontinents beigetragen hatte, musste Einbußen in Kauf nehmen.
1890 tauschte Salisbury Helgoland gegen ein Zurücktreten des Deutschen Reichs in Sansibar, Uganda, Kenia (Witu) und am oberen Nil ein.
Den australischen Kolonien wurde 1861 die Selbstverwaltung zugebilligt; 1901 wurden sie zu einem Bundesstaat vereinigt.

## Wirtschaft und Technik
Im Viktorianischen Zeitalter traten die vollen Auswirkungen der Industriellen Revolution nicht nur in der Textilindustrie, sondern auch im Bergbau und Maschinenwesen zutage, wobei die Eisenbahn den Anfangsimpuls gab. Die daraus resultierende Prosperität der Epoche erlitt mehrere Rückschläge auf hohem wirtschaftlichem Niveau. Bis etwa zur Jahrhundertmitte gab es größere Phasen der Depression. Darauf folgte ein jahrzehntelanger Aufschwung, der auch vom sich durchsetzenden Freihandel profitierte. In den letzten Jahrzehnten des Jahrhunderts kam es zur Agrarkrise. Trotz dieser wechselhaften Entwicklung hatte Großbritannien bereits am Anfang der Epoche einen beträchtlichen technischen Vorsprung vor allen anderen Ländern Europas erreicht. Erst am Ende des 19. Jahrhunderts hatten die übrigen Staaten aufgeholt, und angesichts zunehmender Konkurrenz aus dem Ausland verlangsamte sich auch das industrielle Wachstum auf den Britischen Inseln.

### Bis 1850
Zu Beginn des Viktorianischen Zeitalters waren in Großbritannien die bahnbrechenden Anfänge der Industriellen Revolution, bei der das Land führend war, bereits abgeschlossen. Nachdem 1830 die erste Eisenbahnstrecke für den Personenverkehr fertiggestellt worden war, schritt der Ausbau des Schienennetzes weiter voran, was die Eisenindustrie ankurbelte. Damit stieg auch der Verbrauch des wichtigsten Energieträgers Kohle, von dem die Hälfte zur Eisenverhüttung benötigt wurde. Der Bau von Viadukten, Bahndämmen und Tunneln stellte Ingenieure vor bis dahin unbekannte Probleme und erforderte Pionierleistungen. Die Eisenbahn, die mit einer vormals unerreichbaren Geschwindigkeit beeindruckte, erlaubte es, Rohstoffe schneller und billiger an die Fabriken und Agrarprodukte großräumig an Kunden zu liefern. Sie machte auch die landesweite Synchronisation der Uhrzeit nötig und förderte die Verbreitung von Zeitungen. Anfängliche bürokratische Hürden und Vorbehalte der Bevölkerung beim Bau von Bahnstrecken schwanden in den 1840er Jahren. 1850 umfasste das Eisenbahnnetz fast 10.000 Streckenkilometer. Ein Problem waren unterschiedliche Spurweiten, die man erst in den 1890er Jahren vollständig vereinheitlichte. Bahngesellschaften schufen hunderttausende neue Arbeitsplätze (1840: 200.000); Städte, durch die Bahngleise liefen, prosperierten oft. Zudem entwickelten sich die Gesellschaften zu renditeträchtigen Anlageobjekten, so dass der Streckenbau durch das zuströmende Kapital gefördert wurde.
Währenddessen ermöglichten Fortschritte im Maschinenbau durch Ingenieure wie Whitworth die Massenproduktion von präzise genormten Werkzeugen, Maschinenteilen und anderen in den Fabriken benötigten Geräten. Im Ausland wuchs die Nachfrage nach Kohle und Maschinen; bis 1849 verdreifachten sich die Kohleexporte. Die mechanisierte Textilindustrie und ihr wichtiger Baumwollsektor blühte weiterhin und überschwemmte mit ihren Produkten den internationalen Markt. Paradoxerweise unterlagen die britischen Waren wegen der hohen Produktionszahlen einem stärkeren Preisverfall als die importierten Rohstoffe. Nur dank der Einnahmen aus Versand und Versicherung konnte das Handelsbilanzdefizit problemlos überbrückt werden.
Bis zur Jahrhundertmitte waren die Auswirkungen der Industriellen Revolution, vor allem der Eisenbahn, und nicht etwa landwirtschaftliche Produktivitätssteigerungen der Grund, weshalb die schnell wachsende britische Bevölkerung ausreichend ernährt werden konnte. Dessen ungeachtet wurden die meisten britischen Produkte weiterhin von diversen Handwerkern in kleinen Werkstätten gefertigt.
Der Ausbau des Bahnnetzes förderte die Etablierung neuer Kommunikationssysteme. Der 1840 gegründeten staatlichen Post, die Briefe zum billigen Pauschaltarif beförderte, folgte 1846 eine allgemeine elektrische Telegrafengesellschaft. Die Post trug allerdings auch zum Staatsdefizit bei. Die vom erneuten Premierminister Robert Peel dominierte Innenpolitik von 1841 bis 1846 konzentrierte sich auf die Sanierung des Staatshaushalts: Eine Niedrigzollpolitik belebte den Handel, während eine Einkommensteuer die staatlichen Einnahmen steigerte und die Ausgabe von Papiergeld an eine vollständige Deckung durch die Goldreserven der Bank of England gebunden wurde.
Als Folge der Bankkrise von 1837 schrumpfte das Kapital der Eisenbahngesellschaften, was zu Arbeitslosigkeit führte. Zusammen mit Ernteverlusten in den zwei kommenden Jahren hatte dies eine Wirtschaftsflaute zur Folge, die bis 1843 andauerte und dazu beitrug, dass Arbeiterbewegungen gewalttätig wurden. 1847 kam es wiederum zu einer Bankkrise und einer kurzen Phase der Depression.
Seit 1815 beschränkten die Getreidegesetze den Getreideimport durch Zölle. Bürgerliche Industrielle, die staatlicher Reglementierung misstrauten und sich von niedrigen Lebenshaltungskosten niedrige Lohnkosten versprachen, schlossen sich 1839 zur Anti-Corn Law League zusammen, welche sich dem Protektionismus widersetzte und die Aufhebung der Getreidegesetze forderte. Nachdem das Parlament im selben Jahr die Forderung dieser Bewegung abgelehnt hatte, zog sie eine großangelegte Kampagne auf, die eine Senkung des Brotpreises zugunsten der Armen und eine Ausweitung des Absatzmarktes für britische Waren verhieß. Auch die Arbeiterschaft sah hierin eine Aussicht auf Besserung. Auf die Abschaffung der Getreidegesetze 1846 hatte dieser Manchesterliberalismus nur indirekten Einfluss. Sie entsprang vor allem Peels eigenem Sinneswandel, womit er eine Spaltung seiner Partei riskierte. Befürchtungen, das Land würde nun von ausländischem Getreide überschwemmt werden, erwiesen sich als unbegründet, denn nach dem Krimkrieg blieb der Getreidepreis weiterhin auf hohem Niveau. Die Abschaffung der Navigationsakte 1849 war ein weiterer Schritt zum Freihandel.

### 1850–1875

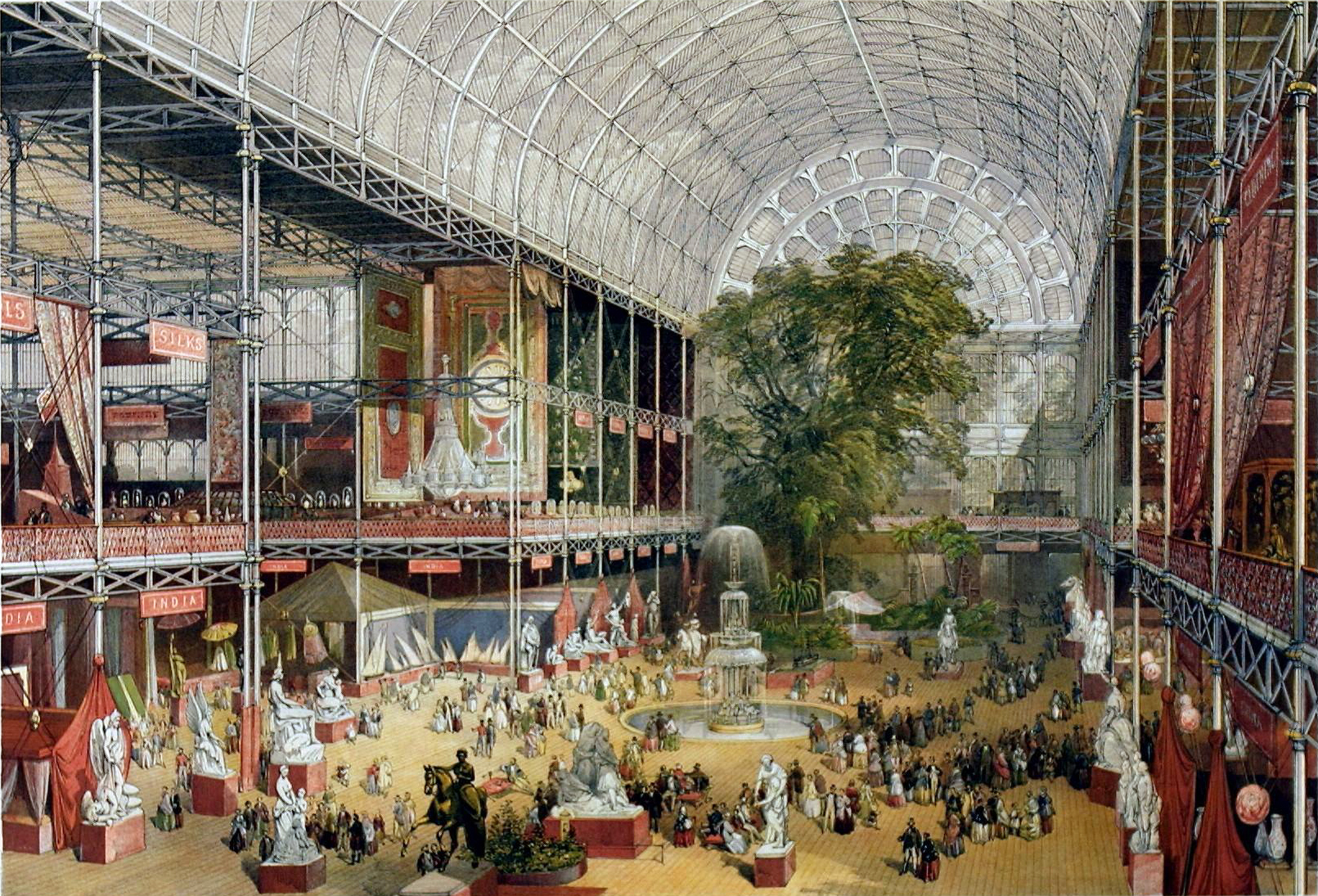
Innenansicht des neuartigen, zur Weltausstellung von 1851 errichteten „Kristallpalasts“

Die Hochkonjunktur, oft „großer viktorianischer Boom“ genannt, dauerte von der Jahrhundertmitte bis zu den 1870er an und ging mit allgemein steigender Lebensqualität einher. Daran änderten auch kleinere Wirtschaftskrisen 1857 und 1866 nichts. Die Industrie, vor allem die Stahl- und die Baumwollindustrie, drängte die Landwirtschaft an zweite Stelle. Die wachsende Bevölkerung, vor allem aber das Ausland, bildete große Absatzmärkte. Auch die Auslandsinvestitionen nahmen zu, verfolgten aber selten absatzsteigernde Ziele. Der Finanzplatz London als wichtigster Bankenstandort der Welt versorgte die Industrie mit Kapital. Die Hälfte der Investitionen floss in die Vereinigten Staaten und Kontinentaleuropa, der Rest hauptsächlich nach Indien sowie Mittel- und Südamerika. Beliebt waren vor allem ausländische Wertpapiere sowie Bergbau- und Hafenbauunternehmen. Die erste Weltausstellung von 1851, auf der neueste Maschinen und Kunstwerke gezeigt wurden, verherrlichte die Führungsrolle des britischen Weltreichs, das die Hälfte der Ausstellung beherrschte.
Finanzminister Gladstone senkte im Zuge des britisch-französischen Handelsvertrages von 1860 die Zölle auf französische Importe und hob sie später ganz auf; der Freihandel setzte sich endgültig durch. Außerdem beschränkte er die Steuern auf wenige einträgliche Konsumgüter und senkte die Einkommensteuer, womit er der Wirtschaft einen weiteren Auftrieb gab und Arbeitsplätze schuf.
Grundlegende technische Neuerungen kamen in dieser Zeit aus zwei Bereichen. Mit Hilfe des 1856 von Henry Bessemer entwickelten und in den 1860er Jahren verbesserten Windfrischverfahrens konnte erstmals Stahl in effizienter Massenproduktion hergestellt werden. In den 1870er Jahren wurde das Schienennetz auf Stahl umgestellt. Im Schiffbau ermöglichten stählerne Dampfkessel und Dreifach-Expansionsdampfmaschinen, die 1874 zum ersten Mal auf einem britischen Schiff zum Einsatz kamen, eine wesentlich effizientere Nutzung der Kohle. Diese Neuerungen, zusammen mit dem neueröffneten Suezkanal, der nur mit den manövrierfähigen Dampfschiffen befahren werden konnte, markierten den Niedergang der Segelschifffahrt.
Auch die Landwirtschaft entwickelte sich weiter. Da Rohrleitungen dank industrieller Fertigung wesentlich billiger wurden und die Regierung Subventionen bereitstellte, investierten viele Bauern in bessere Drainage. Die hohe Beliebtheit von Mineraldünger und Guano trug ebenfalls zu besseren Böden bei. Erst jetzt fanden Landmaschinen, darunter auch dampfbetriebene, weite Verbreitung. Allerdings waren diese Neuerungen nicht unter 120 Hektar, 1851 die Größe zwei Drittel aller Betriebe, rentabel.

### Ab 1875
Die erneute Depression von 1873 bis 1896 – mit kurzen Phasen des industriellen Aufschwungs von 1880 bis 1882 und von 1890 bis 1892 – hatte verschiedene Ursachen. Am stärksten traf sie die Landwirtschaft. Nach dem Wegfall der Getreidegesetze schützten einzig lange Transportwege die britischen Landwirte vor ausländischer Konkurrenz. Als jedoch in den Vereinigten Staaten das Eisenbahnnetz ausgebaut wurde und größere und schnellere Dampfschiffe den Atlantik überquerten, sanken die Getreidepreise. Zudem begünstigten die verbesserten Kühlverfahren der 1880er Jahre Fleischimporte. Viele Landwirte zögerten zunächst, ihre Produktion zu diversifizieren, zumal die aufeinanderfolgenden harten Winter und nassen Sommer von 1875 bis 1882 als Grund für ihre Schwierigkeiten erschienen. Außerdem erhielten Pächter bei einer Umstellung des Betriebs keine Vorauszahlung auf bereits gesätes Getreide von ihrem Nachfolger. Dennoch stieg insgesamt die Agrarproduktion während dieser Zeit. Gemüse- und Milchbauern waren weniger von der Krise betroffen. Eine Konsequenz war, dass diejenigen, die es sich leisten konnten, ein wesentlich breiter gefächertes Nahrungsangebot vorfanden. Zudem geriet der Adel unter wirtschaftlichen Druck, da der Landbesitz seine Haupteinnahmequelle war.
Großbritannien bekam auch Konkurrenz von neuen Industriestaaten, sodass sich das Wachstum in diesem Bereich verlangsamte. Insbesondere die Vereinigten Staaten und Deutschland holten nicht nur ihren Rückstand – etwa in der Stahlproduktion – auf, sondern konnten auch moderne chemische und elektrotechnische Industrien aufbauen. Die Preise fielen insgesamt, wovon vor allem Geschäftsleute und Anleger betroffen waren.
Der Grund für das Zurückfallen der britischen Industrie lag hauptsächlich darin, dass wegen ausreichender Arbeitskraft zur Bewältigung der Aufgaben Industrielle keinen Anreiz in der Entwicklung neuer Maschinen sahen. Eine Neuerung hätte die völlige Umstrukturierung der Produktionsanlagen und die Umschulung der Arbeiter erfordert. Außerdem gab es in Großbritannien keine großen Zusammenschlüsse von Firmen, die genug Handelsreisende eingestellt und eine bessere Abstimmung zwischen Produzent und Exporteur ermöglicht hätten. Ein weiterer Grund war möglicherweise das Defizit in der technischen Bildung gegenüber anderen Staaten.

## Gesellschaft

### Bevölkerungsentwicklung

Bevölkerungsentwicklung des Königreichs (in Millionen, logarithmische Skala). Grau: England und Wales, Blau: Schottland, Grün: Irland.

Im Viktorianischen Zeitalter verdoppelte sich die Einwohnerzahl Großbritanniens. Die Bevölkerung wuchs von 24 Millionen im Jahr 1831 auf 41,5 Millionen im Jahr 1901, in England im gleichen Zeitraum von 13,9 auf 32,5 Millionen und in Schottland von 2,4 auf 4,5 Millionen. Besonders schnell im Vergleich zum restlichen Europa wuchs die Bevölkerung während der ersten Jahrhunderthälfte; die Gründe hierfür sind umstritten. Ab 1871 sank die Geburtenziffer, insbesondere in der Mittel- und Oberschicht. Gleichzeitig sank auch die Mortalität, allerdings nicht genug, um die rückläufige Geburtenrate auszugleichen. Ursächlich war möglicherweise eine stärkere Geburtenkontrolle. Es gibt Hinweise darauf, dass um 1890 Empfängnisverhütung auch in der Unterschicht und auf dem Land weite Verbreitung gefunden hatte.
Das starke Bevölkerungswachstum ist auch angesichts der Opferzahlen der irischen Hungersnot und der während des gesamten 19. Jahrhunderts beständigen Auswanderung bemerkenswert. Vor allem während der Wirtschaftskrise und der irischen Hungerkatastrophe der 1840er Jahre hofften viele Arme auf ein besseres Leben in Übersee, aber auch der Staat unterstützte und subventionierte die Emigration. Hauptziele waren – neben den Vereinigten Staaten – Kanada, Südafrika, Indien, Australien und Neuseeland. Hinzu kamen die schätzungsweise 137.000 Strafgefangenen, die nach Australien deportiert wurden.

### Unterschicht
Etwa zwei Drittel der Bevölkerung gehörten der sozialen Unterschicht an. Deren eine Hälfte bestand aus Armen, Tagelöhnern, Häuslern und anderen Menschen, die am Rande oder unterhalb des Existenzminimums lebten. Die andere Hälfte setzte sich aus Land-, Bau- und Industriearbeitern, Hausangestellten, Seeleuten und Soldaten zusammen, deren Lebensstandard stark von der Konjunktur abhing. In der ersten Hälfte des Jahrhunderts gingen oft Aufstände und Plünderungen von der Unterschicht aus.
Die Landarbeiter waren 1851 die größte Beschäftigungsgruppe und stellten 1851 etwa ein Viertel aller männlichen erwachsenen Erwerbstätigen dar. In vielen Regionen waren die Löhne sehr gering und die Arbeitstage lang; oft fehlte eine feste Behausung. Die Nahrung war knapp und hing von der Region, den Ernteerträgen und der Bereitschaft der Landherren, überschüssige Lebensmittel zu spenden, ab. Oft waren Arbeiter auf ihre Kleingärten angewiesen; Wilderei war riskant. Mit der Implantation von Fabriken in ländlichen Gegenden wechselten Landarbeiter verstärkt zur Industrie.

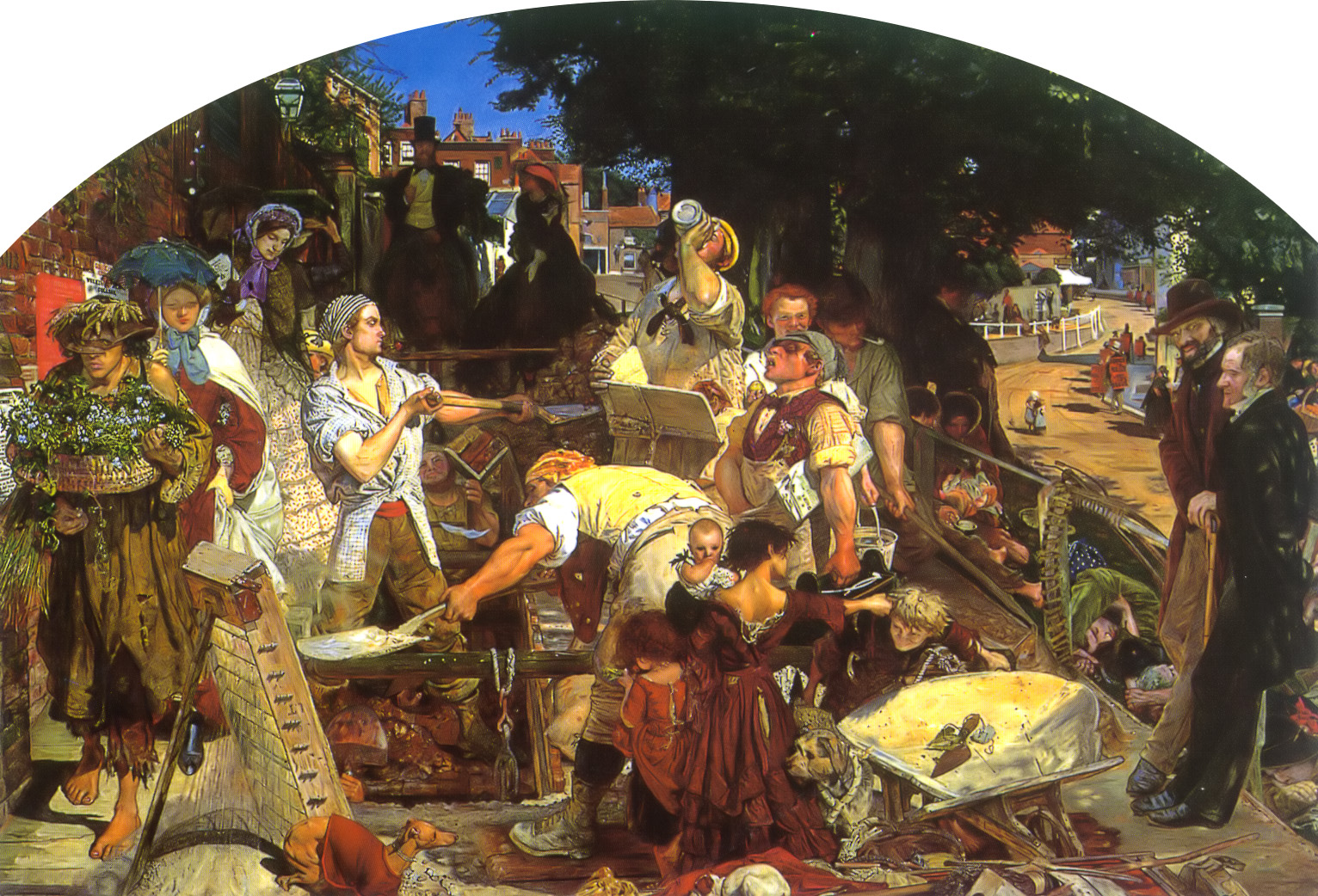
Ford Madox Brown: Work (1852–1865). Dieses sozialrealistische Bild zeigt im Vordergrund verschiedene Arbeiter; links im Hintergrund und rechts befinden sich Angehörige der Mittel- und Oberschicht.

Auch in den Fabriken waren die Arbeitsbedingungen beklagenswert. Die meisten Unternehmer hatten nur wenig Kapital, hingen von kurzfristigen Krediten ab und standen unter großem Konkurrenzdruck. Daher schienen akzeptable Gewinne nur mit möglichst hoher Maschinenauslastung und möglichst geringen Löhnen erzielbar. Der Arbeitstag dauerte meist zehn bis zwölf Stunden ohne Unterbrechung, in Textilfabriken bis zu 16 Stunden. Häufig gingen nicht nur Männer, sondern auch deren Frauen und Kinder arbeiten. Um die Familie zu ernähren, wurden bereits Fünfjährige mit Gewalt zu harter Arbeit gezwungen, was zu schweren Gesundheitsschäden und einem frühen Tod führte. Besonders übel waren die Bedingungen in Kohlebergwerken. Entspannung fanden viele Arbeiter im Alkohol und in gelegentlichen Prügeleien mit den Iren, die nach der großen Hungersnot verstärkt zuwanderten.
Um von der Armut abzuschrecken, verbot das Armenrecht von 1834 staatliche Zuschüsse an Arbeitsfähige; man errichtete Arbeitshäuser. Die Depression, die bis in die 1840er Jahre andauerte, schuf jedoch eine Situation, für die das Gesetz nicht ausgelegt war. Viele verloren ihre Arbeit und verarmten. Angesichts der abschreckenden Arbeitshäuser sahen Arbeitgeber keine Notwendigkeit für Lohnerhöhungen. Ob der Lebensstandard der Arbeiter in der frühviktorianischen Zeit insgesamt stieg oder sank, ist umstritten. Die Depression der letzten Jahrzehnte des Jahrhunderts erhöhte zwar die Gefahr von Arbeitslosigkeit, die Löhne jedoch blieben bei sinkenden Lebenshaltungskosten konstant, sodass sich die Situation der in Lohn befindlichen Arbeiter eher verbesserte.
In den 1830er und 40er Jahren regelten mehrere Gesetze die Arbeitsbedingungen von Kindern und Frauen neu. Weitere Gesetze zur Regelung der Arbeitszeiten folgten. Entgegen kritischen Vorhersagen führten sie nicht zu Umsatzeinbrüchen, da gesündere und weniger müde Arbeiter die Produktivität steigerten. Dennoch blieb die Arbeit oftmals gefährlich. Allein 1875 starben 800 Bahnarbeiter bei Unfällen; jedes Jahr verunglückten um die 1.000 Grubenarbeiter.
Der Begriff „Arbeiteraristokratie“ bezeichnet diejenigen 10 % der Industriearbeiter und Handwerker, die eine langjährige Ausbildung hinter sich hatten, zum Beispiel Maschinenbauer. Im Gegensatz zu ungelernten Arbeitern, die mit der gesamten Familie in einem einzigen Zimmer oder Kellerraum hausten, konnten sich einige der besser bezahlten ausgebildeten Arbeiter ein kleines Reihenhaus in den Arbeitervierteln mit zwei oder drei Zimmern leisten. Seit den 1840er Jahren strebten sie nach einem bürgerlichen, respektablen Lebenswandel, was sich etwa in eigenen Zeitungen und Genossenschaften ausdrückte.

### Arbeiterbewegung
Die sukzessiven Wahlrechtsreformen hielten die Hoffnung auf Änderungen beim Arbeiterstand wach. Trotz der weitverbreiteten Armut und Ausbeutung sowie dem Wirken von Marx und Engels hatte der Sozialismus daher nur geringen Einfluss auf die Arbeiterbewegung; insbesondere bildete sich erst spät eine Arbeiterpartei.
Teils als Reaktion auf die enttäuschende Wahlrechtsreform von 1832, teils aus bereits im 18. Jahrhundert zu Tage getretenen Bürgerrechtsbestrebungen entstand die ausgedehnte Chartistenbewegung, die in der 1838 von einigen Radikalen und Unterhausabgeordneten verfassten People’s Charter unter anderem das allgemeine Wahlrecht forderte. Zu den der Bewegung angehörenden Verbänden zählten zahlreiche regionale Gewerkschaften. Das Unterhaus lehnte eine Debatte über die Satzung ab, worauf es zu Unruhen kam. Weitere Versuche der Chartisten scheiterten, da sie sich nicht auf eine weitere Vorgehensweise einigen konnten und den Repressionsmaßnahmen des Staates nicht gewachsen waren. Nach einem letzten Aufflammen 1848 verlosch die Chartistenbewegung in den 1850er Jahren.
Nach dem Scheitern der Chartisten fanden die Gewerkschaften, die sich vor allem für kürzere Arbeitszeiten, bessere Arbeitsbedingungen und höhere Löhne einsetzten, verstärkt Zulauf. Sie agierten aber lange Zeit nur auf lokaler Ebene und vertraten lediglich die „Arbeiteraristokratie“. Streiks betrachtete man nur als letztes Mittel, zumal bei Arbeitslosigkeit die Unternehmer Arbeitskräfte einfach austauschen und mangels gesetzlicher Anerkennung der Gewerkschaften sogar kriminalisieren konnten. Die Gewerkschaften versuchten durch ein Bündnis mit den Liberalen die Abgeordnetenkandidaten der Liberalen für ihre Interessen zu gewinnen (Liberal-Labour-Bewegung) und bildeten 1868 den Dachverband Trades Union Congress. 1874 wurden erstmals Arbeiter ins Unterhaus gewählt. Es gründeten sich sozialistische Bewegungen, die, abgesehen von der 1884 von Intellektuellen gegründeten Fabian Society, meist unbedeutend waren.
Die Lebensumstände der Landarbeiter erschwerten gewerkschaftliche Zusammenschlüsse. 1873 gründete Joseph Arch eine Gewerkschaft, die den Anstoß für weitere Vereinigungen gab. Die Agrarkrise, mit der die Zahl der Landarbeiter nachließ, machte weitere Bestrebungen zunichte.
Als eine der ersten Arbeiterparteien wurde 1883 die Independent Labour Party gegründet. Ab etwa 1880 kam es auch zu größeren, gewalttätigen Streiks. In der Folge der Londoner Dockarbeiter-Streiks von 1889 schlossen sich auch eine große Zahl ungelernter Arbeiter in nunmehr radikaleren Gewerkschaften zusammen; diese Entwicklung wird New Unionism genannt. Anstelle der „Lib-Labs“ strebte man eigene Arbeiter als Abgeordnete an. 1900 gründete sich das Labour Representation Committee, das später in die Labour Party überging.

### Mittelschicht
Die zwischen Unterschicht und Adel eingeordnete Mittelschicht erstreckte sich vom Großindustriellen bis zum kleinen Ladenbesitzer; der Übergang zur Arbeiteraristokratie war fließend. Zur unteren Mittelschicht gehörten Ladenbesitzer, Freiberufler und ein Teil des Klerus. Die obere Mittelschicht strebte einen Lebenswandel nach aristokratischem Vorbild an und sandte ihre Kinder in Privatschulen, um sie zu „Gentlemen“ zu formen. Etwa die Hälfte der Mittelschicht war nonkonformistisch.
1855 und 1862 verabschiedete die Regierung Gesetze, die die Bildung von Aktiengesellschaften (Ltd.) förderten. Damit gingen Unternehmensvermögen immer mehr an Aktieninhaber über. Der große Boom brachte neue spezialisierte Berufe wie Ingenieure und Architekten hervor, die eigene Gesellschaften und Institute gründeten. Der Dienstleistungssektor gewann an Bedeutung und ermöglichte manchen einen Aufstieg in die obere Mittelschicht. Ein Beleg für den zunehmenden Wohlstand der Mittelklasse ist die steigende Zahl von Dienstmädchen, die 1851 das zweitgrößte Berufsfeld darstellten.
Mit zunehmender Verstädterung zogen die Mittelschichten von den Stadtzentren in die Vorstädte, was öffentliche Transportmittel für Pendler hervorbrachte und die Segregation zwischen Armen und Wohlhabenderen förderte. In London wurde 1863 die erste U-Bahn eröffnet.

### Adel
Man unterscheidet zwischen dem Landadel und den etwa 200 Familien des Hochadels, die das höchste Einkommen und prächtige Landsitze besaßen. Der im Oberhaus repräsentierte Adel behielt lange uneingeschränkt seine Stellung. Die letzten Jahrzehnte des 19. Jahrhunderts, insbesondere die dritte Wahlrechtsreform und die Verwaltungsreform von 1888, schmälerten den politischen Einfluss des Landadels, der seine Stellung zunehmend mit Investitionen in die Industrie zu festigen suchte. Umgekehrt erlangten einige erfolgreiche Unternehmer Adelstitel und wurden ins Oberhaus aufgenommen.

### Kirchenpolitik

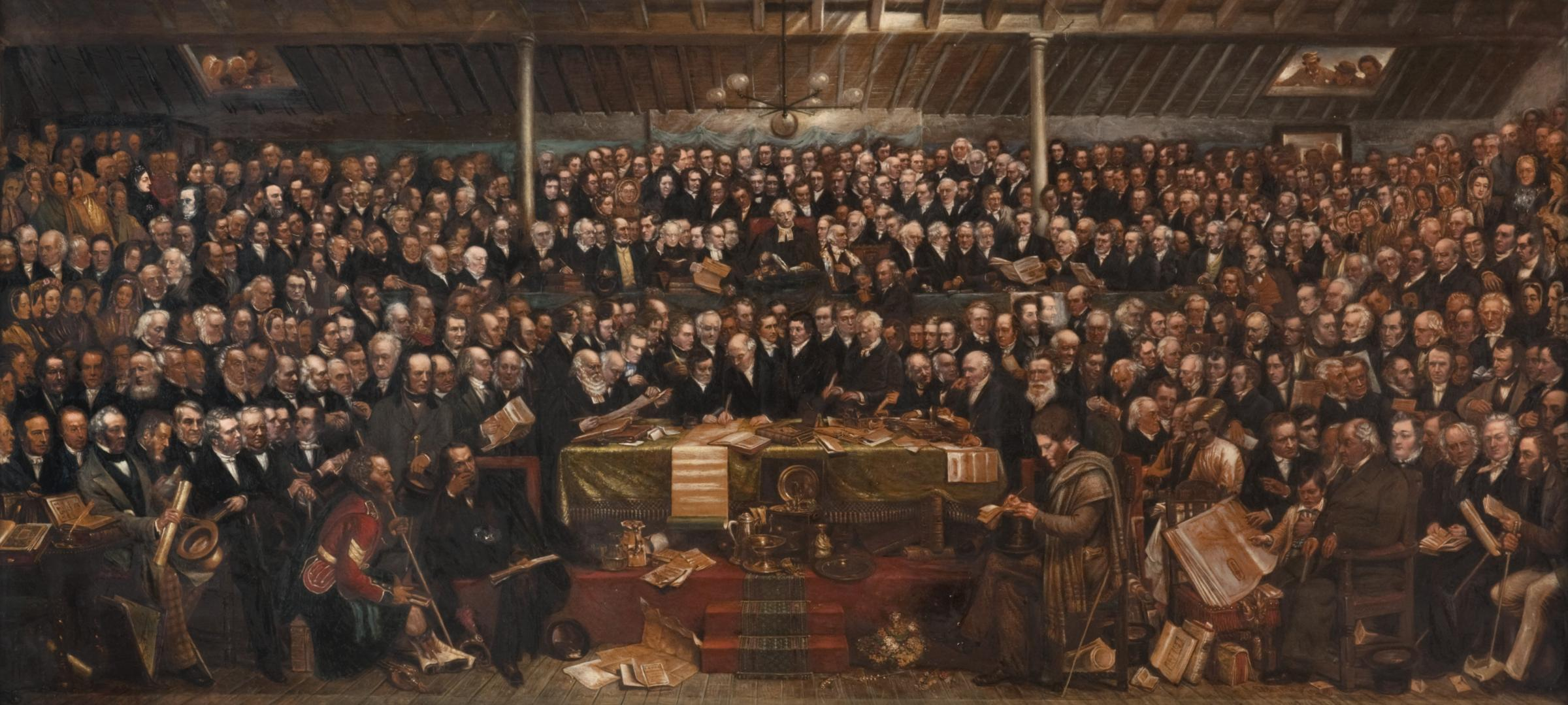
David Octavius Hill: Gründungstreffen der schottischen Freikirche, 1843

Außerhalb der Anglikanischen Kirche stellten die Methodisten und ihre Abspaltungen die größte Konfession in England dar. Die schottische Kirche war presbyterianisch; 1843 gründete sich die Free Church of Scotland.
Schockierend wirkte die Volkszählung von 1851, nach der weniger als die Hälfte der englischen Bevölkerung am Sonntag die Kirche besuchte. Daraufhin entstanden neue Bemühungen, die religiös ungebildete Unterschicht zu missionieren. Zu diesem Zweck gründete der Methodistenprediger William Booth 1865 die später so genannte Heilsarmee. Die Anglikanische Kirche intensivierte ihre Aktivität im Schulwesen, konnte aber nicht mit dem schnellen Wachstum der Städte Schritt halten. Sowohl in der Staats- als auch in den Freikirchen bildeten sich, etwa unter Frederick Maurice und Charles Kingsley, christlich-sozialistische Gruppen, die christliche Werte mit dem Ideal einer gleichen Gesellschaft zu verbinden suchten und Kontakte zu den Chartisten und Gewerkschaften knüpften. Innerhalb der Methodisten gab es in den 1830er und 40er Jahren wegen der als zu selbstherrlich empfundenen Führung von Jabez Bunting und der konservativen Haltung in sozialen Fragen Spannungen.
Die Oxford-Bewegung erreichte mit John Henry Newmans Tract 90 von 1841, der die anglikanische Bekenntnisschrift nicht im Widerspruch zu den zentralen Gedanken des katholischen Glaubens sah, ihren brisanten Höhepunkt. Eine andere Gruppe innerhalb der Bewegung um Edward Bouverie Pusey hatte bedeutenden Einfluss auf die zunehmende Ritualisierung des Gottesdienstes, was sich etwa in der Einführung von Kirchengewändern ausdrückte.
Neue naturwissenschaftliche Erkenntnisse beunruhigten die Kirche. Geologen stellten fest, dass die Erde nicht 4004 v. Chr. erschaffen wurde; die 1859 von Charles Darwin vorgestellte Evolutionstheorie schien den Schöpfungsbericht und die Sonderstellung des Menschen anzuzweifeln. Die Religiosität der theologisch naiven Bevölkerung blieb von der Kontroverse weitgehend unberührt.
Kirchliche Fragen bestimmten häufig die Debatten des Unterhauses. Peel ordnete eine Kommission an, die einen Bericht über den Zustand der Staatskirche liefern sollte. Daraufhin wurden 1836–1840 drei wichtige Gesetze verabschiedet, die die Grenzen der Diözesen neu festlegten, einen Kirchenausschuss zur Finanzverwaltung vorsahen, die Anzahl der gleichzeitig ausgeübten Kirchenämter begrenzten und weitere finanzielle Anpassungen vornahmen. Man richtete ein staatliches Personenstandsbuch ein, damit Nonkonformisten nicht mehr in anglikanischen Kirchen heiraten mussten. Edward Mialls Liberation Society ging ein Bündnis mit den Liberalen ein und erreichte, dass 1868 die universelle Kirchensteuer (Church Rate) fakultativ wurde.

### Religiosität
Die tiefempfundene moralische Verantwortung, die dem Wesleyanismus und evangelikalen Bestrebungen innerhalb der Religionsgemeinschaften entsprang, war das beständigste Merkmal des Viktorianischen Zeitalters. Evangelikale verbreiteten ihren Glauben im Rahmen der Erweckungsbewegung durch Missionen im In- und Ausland, Traktate und öffentliche Predigten. Sie beeinflussten auch die Politik, was sich etwa im Gesetz zur Schließung aller Wirtshäuser von 1854 niederschlug (nach Aufständen ein Jahr später wieder aufgehoben). Der Katholizismus verstärkte sich im Verlauf des 19. Jahrhunderts vor allem in den Unterschichten durch eine starke katholische Einwanderung, was aber 1850 nach der Wiederzulassung katholischer Bischöfe zu einer regelrechten, teilweise gewaltsamen Katholiken-Hysterie in der protestantischen Mehrheitsbevölkerung führte.

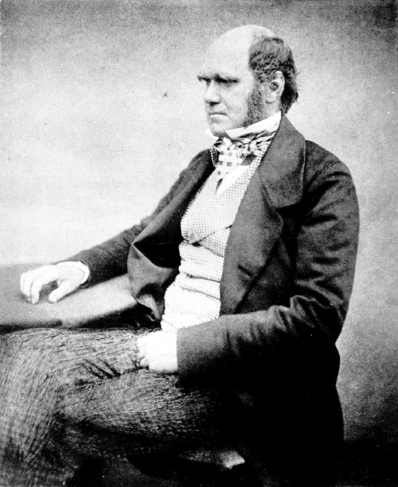
Darwin mit 51 Jahren. Etwa in diesem Alter veröffentlichte er seine Evolutionstheorie.

Vor allem Angehörige der Mittelschicht suchten sich von der unzivilisierten Unterschicht und den Ausschweifungen des Adels abzugrenzen, indem sie häufig in der Bibel lasen, den Sonntag heiligten und in der Familie gemeinsam beteten, was noch im 18. Jahrhundert unüblich war. Predigtbücher waren Verkaufsschlager. Als schändlich galten unter anderem Glücksspiele und Alkohol. Abweichungen von den Moralvorstellungen, etwa Scheidungen, führten oftmals zum öffentlichen Skandal und zur sozialen Isolation. Die intrinsische Sündhaftigkeit des Lebens wurde mit Sparsamkeit, harter Arbeit, Anständigkeit und „guten Taten“ aufzuwiegen versucht – entweder, um am Jüngsten Gericht milder beurteilt zu werden, oder weil sozialer Aufstieg ein Indiz für göttliche Belohnung zu sein schien. Zudem wirkte die Rechtschaffenheit der Krone als Vorbild. Es gibt Hinweise darauf, dass gegen Ende des Jahrhunderts die Frömmigkeit der Massen kaum abnahm, obwohl das Familiengebet sowie der Gang zur Kirche seltener wurde und kirchliche Berufe an Beliebtheit verloren.
Eine Herausforderung für die Religion stellten die Erkenntnisse der Wissenschaft dar, insbesondere die sich durchsetzenden Lehrsätze von Charles Darwin.

### Frauenfrage
Die Autorin von populären Frauenratgebern Sarah Stickney Ellis formulierte 1839 das bürgerliche Ideal der Ehefrau als ein hochmoralisches und geistig reines Wesen, das einen heimlichen, aber bedeutsamen Einfluss auf ihren in einer „getrennten Sphäre“ lebenden Gatten ausübt. Wie viele andere Autoren sah sie das Lebensziel der Frau darin, zu heiraten, Kinder zu gebären und sie aufopfernd großzuziehen. Da Arbeit außerhalb des Haushalts als verwerflich galt, hatten Frauen der Mittelschicht meist keine andere Wahl, als diesen Weg anzustreben. 1851 waren nur 7 % aller Frauen der Mittelschicht erwerbstätig. Gesetzlich waren verheiratete Frauen ihren Ehemännern fast völlig unterworfen, insbesondere hatten sie kein Recht auf Eigentum.

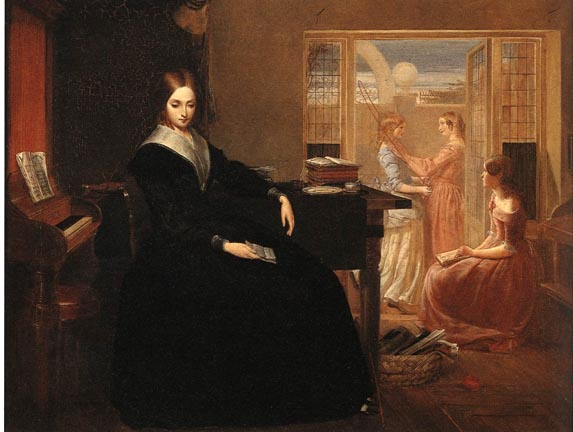
Richard Redgrave, 1844: Die Gouvernante

Eine Arbeit als Gouvernante stellte für Frauen der gebildeten Mittelschicht eine der wenigen Möglichkeiten dar, einen standesgemäßen Beruf auszuüben. Er wurde fast ausschließlich von Frauen ergriffen, die an einem bestimmten Punkt ihrer Biografie keinen Vater, Ehemann oder Bruder besaßen, der für ihren Lebensunterhalt aufkam, und die daher für sich selbst sorgen mussten oder wollten. Die ökonomischen Probleme vermögensloser Frauen, die dem höheren Bürgertum zuzurechnen waren, waren in Großbritannien besonders ausgeprägt. Hier überstieg nach 1830 die Zahl der Frauen, die als Gouvernante arbeiten wollten oder mussten, bei weitem die verfügbaren Stellen. Dieses Überangebot war einerseits Resultat einer Reihe wirtschaftlicher Krisen, in der das Vermögen vieler Familien schwand. Es lag andererseits aber auch an einem Ungleichgewicht zwischen heiratsfähigen und -willigen Männern und Frauen. So viele Frauen waren gezwungen, auf diese Weise ihren Broterwerb zu verdienen, dass man vom „Gouvernantenelend“ sprach. Darunter verstand man materielle Notlage, Kränkung des Selbstwertgefühls durch das geringe Ansehen dieses Berufes, Missachtung ihrer individuellen Bedürfnisse und den Kampf um einen standesgemäßen Beruf auf einem Arbeitsmarkt, der Frauen im Vergleich zu Männern nur sehr begrenzte Möglichkeiten bot. Bei der britischen Volkszählung im Jahre 1851 bezeichneten sich 25.000 Frauen als Gouvernante. Das entsprach zwei Prozent aller unverheirateten Frauen in einem Alter zwischen 20 und 40 Jahren. Diese vergleichsweise hohe Zahl lässt darauf schließen, dass nahezu jede Frau der Mittelschicht, die ohne anderes Einkommen war, diesen Beruf ergreifen musste.
Das Überangebot an Gouvernanten wirkte sich deutlich auf die Gehälter aus, für die Frauen gezwungen waren, Stellen anzunehmen. In einer Zeit, in der ein Jahreseinkommen von 300 Pfund für die Mittelschicht typisch waren, erhielten einige wenige Gouvernanten 80 Pfund pro Jahr. Nach einer Untersuchung lag der Verdienst der meisten Gouvernanten jedoch deutlich darunter. Charlotte Brontë arbeitete 1841 für ein Jahresgehalt von 20 Pfund, davon wurden vier Pfund für das Waschen ihrer Wäsche abgezogen. Harriet Martineau berichtete 1860 von mehreren ihr bekannten Familien, die ihrer Gouvernante zwischen acht und zwölf Pfund jährlich bezahlten. Während die Erwerbssituation von Frauen der Unterschicht, von denen 750.000 als Dienstboten arbeiteten, zu dieser Zeit kein Gegenstand einer öffentlichen Diskussion war, erregten die Probleme dieser verhältnismäßig kleinen Gruppe das besondere Interesse und Mitgefühl des bürgerlichen Publikums.

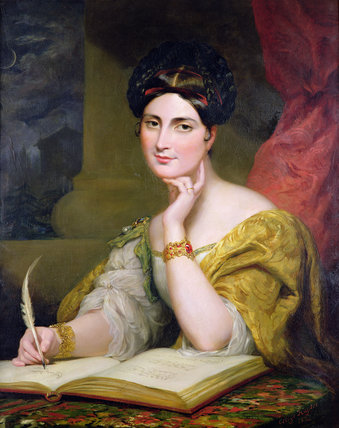
Caroline Norton, gemalt von George Hayter im Jahr 1832

Ab den 1830er Jahren gab es Bestrebungen, die sich gegen die Rechtlosigkeit verheirateter Frauen wandten. Caroline Norton und Josephine Rochester spielten eine entscheidende Rolle bei der Durchsetzung des Sorgerechts 1839. Zusammen mit Barbara Bodichon setzten sie sich mit ihren Schriften für eine Stärkung der Frauenrechte bei Scheidung ein, was 1857 in einem entsprechenden Gesetz gipfelte (1873 und 1878 erweitert). Das Gesetz von 1870, das Frauen ein gewisses Eigentum nach der Ehe zusprach, entstand ebenfalls unter dem Einsatz einer Vereinigung von Frauenrechtlerinnen. Erst 1882 erwarben Frauen das Recht auf sowohl vor als auch nach der Ehe erworbenes Eigentum, nachdem ein Gesetzesentwurf von 1857 gescheitert war. 1869 erlangten Frauen das eingeschränkte Wahlrecht bei Gemeindewahlen, das sie bis 1835 hatten, wieder. Ein weiterer Gesetzesentwurf von 1870 über allgemeines Frauenwahlrecht, für das John Stuart Mill ein Jahr zuvor mit utilitaristischen Prinzipien argumentiert hatte, wurde von Gladstone abgelehnt. Eine militante Frauenrechtsbewegung kam gegen Ende des Jahrhunderts unter Emmeline Pankhurst auf.
Bemühungen gab es auch um verbesserte Frauenbildung. Barbara Bodichon und Emily Davies gründeten 1869 das erste Frauencollege Großbritanniens mit Wohnheim, das spätere Girton College. Die Universität London war die erste, die Frauen unter gleichen Bedingungen wie männliche Studenten aufnahm, und ermöglichte ihnen ab 1878 den Erwerb akademischer Grade. Die Bildungsreform von 1870 eröffnete Frauen neue Berufsmöglichkeiten im Schulwesen. Florence Nightingale trug zur Emanzipation der Frauen in der Krankenpflege bei. Einige Ärztinnen, etwa Elizabeth Blackwell, erwarben ihre Qualifikationen im Ausland und mussten sich gegen den Widerstand ihrer männlichen Berufskollegen durchsetzen. Weitere Berufe öffneten sich den Frauen besonders in der Telekommunikation, der Post und der Eisenbahn, die gegen Ende des Jahrhunderts das Dienstmädchen und die Fabrikarbeiterin als gewöhnliche Beschäftigung für Frauen der Unterschicht abzulösen begannen. Kindermädchen waren nach wie vor gefragt, da wohlhabendere Frauen zunehmend von einem rein häuslichen Leben Abstand nehmen wollten.

### Sexualethik
Als Beispiel für viktorianische Doppelmoral wird oft die ausufernde Prostitution genannt, die der offiziell gepriesenen Selbstbeherrschung und ehelichen Treue widerspricht. Tatsächlich tendierten viele Männer des Mittelstands dazu, die Heirat bis zum Aufbau einer gewissen finanziellen Sicherheit aufzuschieben und Zuflucht bei Prostituierten –, deren tatsächliche Gesamtzahl schwer zu ermitteln ist –, zu suchen. Umgekehrt erschien die Prostitution vielen Frauen, hauptsächlich aus der Unterschicht, als Möglichkeit zur Aufbesserung des Einkommens. Nach zahlreichen Fällen von Geschlechtskrankheiten im Militär wurden in den 1860er Jahren die Contagious Diseases Acts verabschiedet, die ärztliche Zwangsuntersuchungen bei mutmaßlichen Prostituierten, nicht aber bei Soldaten anordneten. Dies schien legitim, da „gefallene Mädchen“ als bereits verdorben galten. Unter Josephine Butler formierte sich organisierter Widerstand, der das Thema in der Öffentlichkeit politisierte und letztendlich zur Aufhebung der Gesetze 1886 führte. 1885 wurde ein Gesetz verabschiedet, das das Schutzalter anhob, höhere Strafen für Bordellbesitzer festlegte und homosexuelle Handlungen kriminalisierte.
Das moderne Konzept der menschlichen Sexualität selbst entstand im 19. Jahrhundert und wurde von Wissenschaft, Kriminalistik und Justiz aufgegriffen; in den 1890er Jahren leisteten Havelock Ellis und andere wichtige Beiträge zur Sexualforschung. Sexualität wurde kategorisiert, so etwa entstand der Begriff des „Homosexuellen“. Sex galt als tierisch-primitive Verhaltensweise, die kontrolliert werden und mit der sparsam umgegangen werden musste, da andernfalls die Karriere des Einzelnen oder gar die gesamte Wirtschaft leiden könnte. Diese Betrachtungsweise lässt sich auf den Evangelikalismus zurückführen, der in seiner extremen Form jegliches Vergnügen als unmoralisch betrachtete. Dank der Erschließung neuer, das Privatleben betreffender Textquellen in Archiven stellt sich jedoch heute das Sexualleben der Viktorianer differenzierter dar, als die gängige Meinung nahelegt.

## Kunst und Alltagskultur

### Ernährung
Die letzte große Hungersnot war zu Beginn des Viktorianischen Zeitalters die in Irland zwischen 1845 und 1852, die durch die neuartige Kartoffelfäule ausgelöst wurde. Sie führte europaweit zu Ernteausfällen, am schwersten getroffen war jedoch Irland, weil die Ernährung eines großen Teils der Bevölkerung fast ausschließlich aus Kartoffeln bestand. In Folge dieser Hungersnot starben eine Million Iren. Die schottische Bevölkerung war gleichfalls in einem besonderen Ausmaße von der Kartoffelernte abhängig. Hier kam es jedoch zu vergleichsweise wenigen Hungertoten, jedoch wanderten in ihrer Folge 1,7 Millionen Schotten aus.
Unterernährung und Mangel gehörte jedoch auch unabhängig von dieser gravierenden Katastrophe zur alltäglichen Erfahrung des größten Teils der viktorianischen Bevölkerung. Die Arbeiterschicht im Norden Englands lebte in der ersten Hälfte des 19. Jahrhunderts überwiegend von Kartoffeln, Brot und Porridge; Fleisch kam äußerst selten auf den Tisch und wenn, dann überwiegend in Form von etwas Speck. Landarbeiter im Süden Englands ernährten sich fast ausschließlich von Brot. Das früher übliche Bier, das diese Nahrungsweise etwas bereicherte, wurde zunehmend durch den erschwinglicheren Tee ersetzt. Die Ernährungslage verbesserte sich in der zweiten Hälfte des 19. Jahrhunderts etwas. In den Familien von Fabrikarbeitern in Lancashire waren Hafergrütze, Speck, etwas Butter, Sirup, Brot, Tee und Kaffee Bestandteile der täglichen Ernährung. Die Tatsache, dass sich Industriearbeiter marginal besser ernähren konnten als Landarbeiter, trug zur Landflucht und der später einsetzenden Suburbanisierung erheblich bei. Gegen Ende des 19. Jahrhunderts konnten sich Arbeiterfamilien einmal in der Woche auch etwas Fleisch leisten und grundsätzlich galt, dass Haushalte, die mindestens einen männlichen Verdiener aufwiesen, nicht mehr hungern mussten. Arbeitslosigkeit, gesundheitliche Probleme oder der Tod des Ernährers konnte dies jedoch sehr schnell ändern. Dass die allmählichen Verbesserungen auch 1892 noch nicht für alle Bevölkerungsteile galten, zeigte eine Untersuchung von Kindern in Londons ärmstem Stadtteil Bethnal Green. Demnach bestanden für 80 Prozent der untersuchten Kinder 17 von 21 Mahlzeiten nur aus Brot.
Unterernährung und Vitaminmangel machten sich deutlich bemerkbar. Im Vergleich zur Durchschnittsgröße eines heutigen Londoner Manns waren die Londoner, deren Körpergröße zwischen 1869 und 1872 nach einer Verhaftung gemessen wurde, rund 9 Zentimeter kleiner. Bei Frauen beträgt der Größenunterschied etwas mehr als 6 Zentimeter. Dass ein schichtenspezifischer Größenunterschied bestand, fiel bereits viktorianischen Zeitgenossen auf. Einige Zeitungsartikel aus dieser Zeit hielten beispielsweise fest, dass 12-jährige Jungen, die das vornehme Eton College besuchten, durchschnittlich 10 Zentimeter größer waren als 12-Jährige aus dem Londoner Arbeiterviertel East End. Die Historikerin Ruth Goodman kommentiert dies mit den Worten, dass es einer Menge Hunger bedarf, um so einen Größenunterschied hervorzurufen.
Skorbut war eine weit verbreitete Folge der anhaltenden Unterernährung und in den Industriestädten wies 1871 mehr als ein Drittel der Bevölkerung Anzeichen der Mangelerkrankung Rachitis auf. Obst war nicht nur teuer, sondern wurde auch nicht als notwendiger Nahrungsbestandteil gesehen. Familien wendeten auch lieber ihr weniges Haushaltsgeld für kohlenhydratreiche und damit sättigende Lebensmittel auf als für das vergleichsweise teure Gemüse. Lebertran wurde im letzten Jahrzehnt des 19. Jahrhunderts zum populären Nahrungsergänzungsmittel, als ein mehr zufälliges Experiment dessen Wirksamkeit gegen Rachitis zeigte.

### Musik
In der Musik brachte Großbritannien bis ins späte 19. Jahrhundert kaum neue Entwicklungen hervor. Der wahrscheinlich bekannteste englischsprachige Opernkomponist dieser Zeit war der Ire Michael William Balfe.
In den letzten Jahrzehnten des Jahrhunderts jedoch gründeten sich neue musikalische Bildungseinrichtungen wie die Guildhall School of Music (1880). In einigen Großstädten wurden permanente Orchester eingerichtet. Henry Wood brachte mit seinen Promenadenkonzerten die Musik einem größeren Publikum nahe. Gilbert und Sullivan schrieben 1875–1895 zahlreiche Opern, die aktuelle politische und soziale Angelegenheiten satirisch kommentierten. Komponisten wie Arthur Sullivan, Hubert Parry oder Charles Villiers Stanford erlangten außerhalb von Großbritannien keine größere Bekanntheit. Edward Elgars Enigma-Variationen (1899) und das Oratorium The Dream of Gerontius (1900) trugen letztendlich den Namen eines englischen Komponisten auch ins restliche Europa.

### Bildende Kunst

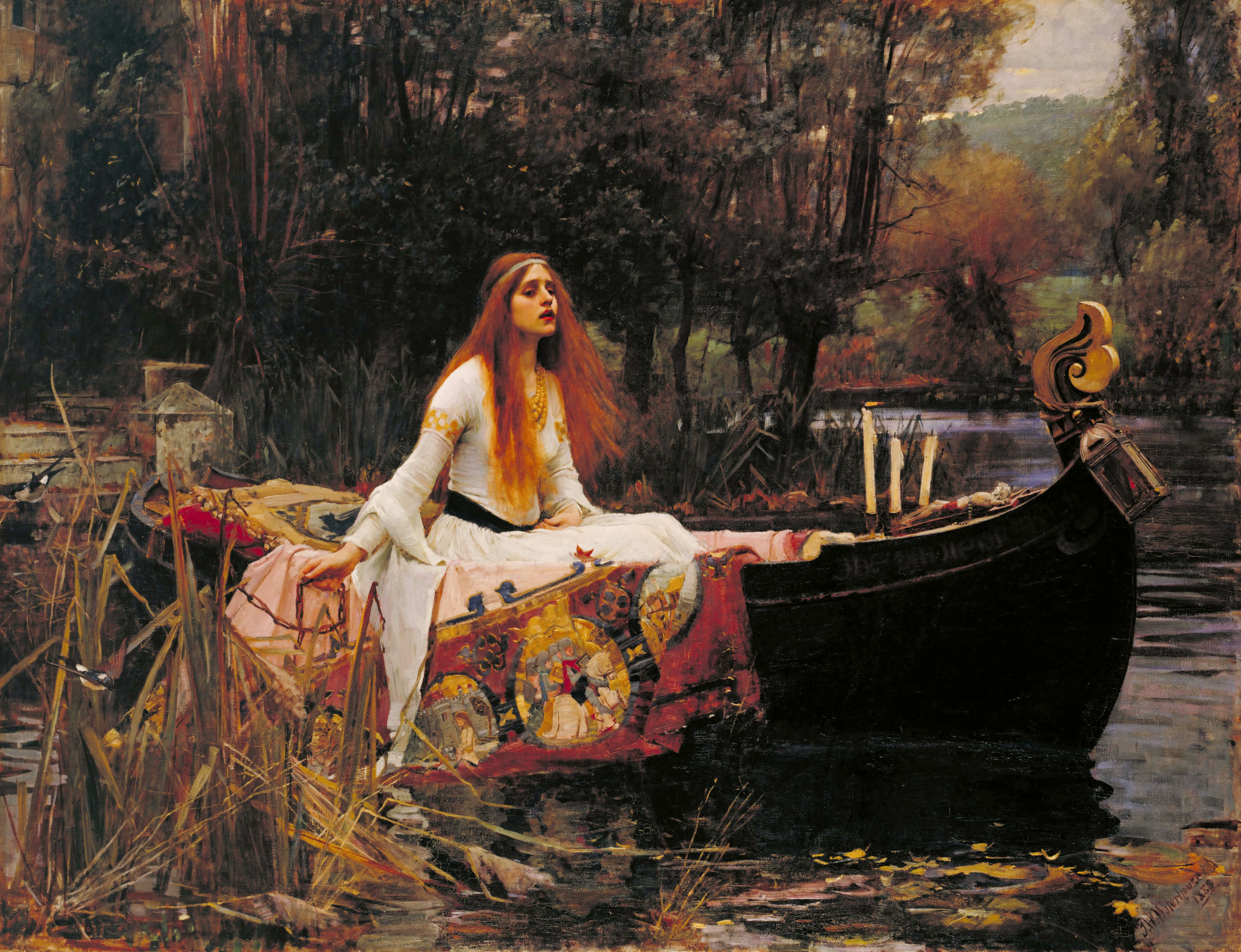
John William Waterhouse: The Lady of Shalott (1888), nach dem gleichnamigen Gedicht von Tennyson. Waterhouse wurde sowohl von den Präraffaeliten als auch vom Neoklassizismus beeinflusst.

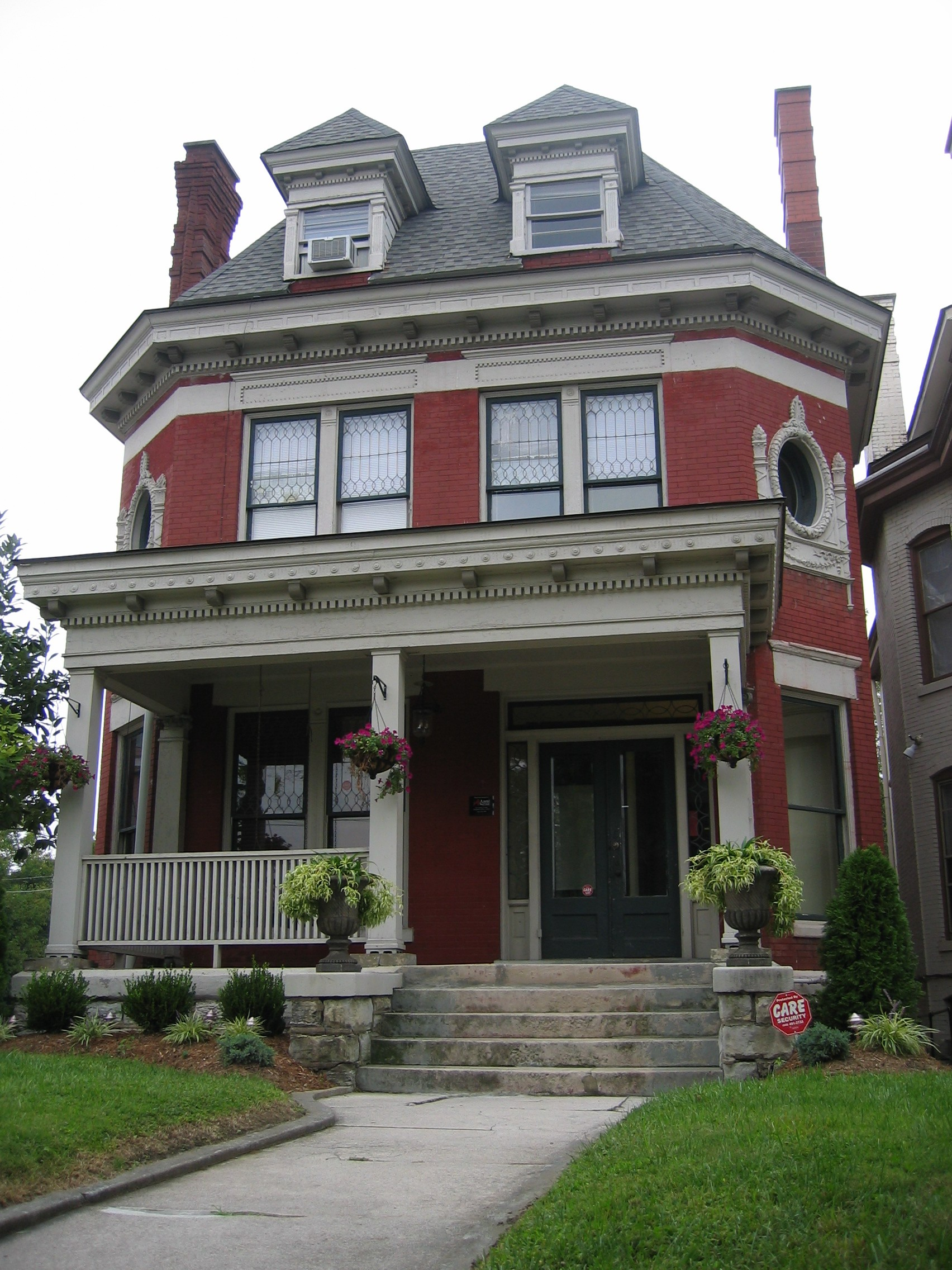
Typische Altstadt-Villa in Louisville, USA

1848 schloss sich eine Gruppe von Malern zu den Präraffaeliten zusammen. Sie suchten sich vom formalisierten Klassizismus der Royal Academy of Arts zugunsten eines natürlichen, ausdrucksstarken und detailgetreuen, an Mittelalter und Renaissance angelehnten Stils zu lösen. Die Präraffaeliten Dante Gabriel Rossetti, William Holman Hunt und John Everett Millais gehörten ab den 1860er Jahren zu den bewundertsten Malern Großbritanniens; später schloss sich ihnen Edward Burne-Jones an. In den 1880er und 90er Jahren übte die Bewegung einen weitreichenden Einfluss aus. Zu den bekanntesten Malern des Neoklassizismus gehörten Frederic Leighton und Lawrence Alma-Tadema, die hauptsächlich biblische oder antike Szenen darstellten. Französischer Impressionismus wurde meist verspottet, wenngleich sich ab den 1880er Jahren eine Gruppe aus Glasgow sowie der New English Art Club mit ihm beschäftigten. Die viktorianische Malerei wurde mit dem Aufkommen der klassischen Moderne meist verachtet oder ignoriert und gewann erst ab den 1970er Jahren wieder an Popularität.
Vor allem in den Jahrzehnten nach 1880 erlebten Buch- und Zeitschriftenillustrationen dank großer Nachfrage sowie neuer effizienter Druckverfahren, insbesondere der Autotypie, eine Blütezeit. Beispiele für bekannte Illustratoren sind Richard Doyle, Arthur Rackham und John Tenniel.
Die viktorianische Architektur war durch verschiedene Stile geprägt, darunter der Neoklassizismus und die mit der Gothic-Revival-Bewegung aufkommende Neugotik. Der Baustil prägt auch weite Teile der Ostküste der USA, über den größten Bestand an viktorianischen Villen außerhalb Englands verfügt die Stadt Louisville.

### Presse
Bereits 1850 erreichten Sonntagszeitungen eine hohe Auflage. Nach der Abschaffung der Stempelsteuer füllte der Daily Telegraph die Lücke zwischen der Times und der Sensationspresse aus. Etwa ab den 1880er Jahren erreichten beide Zeitungen auch die untere Mittelklasse; das Zeitalter der großen Zeitungsimperien begann. Ein Kennzeichen der neuen Presse war, dass sie von der belehrenden Sprache Abstand nahm. 1881 gründete sich die Evening News und 1888 der Star, die ein großes Augenmerk auf Sportereignisse legten. Die 1881 beziehungsweise 1888 gegründeten Zeitungen Tit-Bits und Answers enthielten ein Sammelsurium kurzer, unterhaltsamer Meldungen.
Alfred Harmsworth spielte eine wichtige Rolle in der Entwicklung der Massenpresse zu einem Medium, das den Bedarf der Leserschaft nach Emotionen deckte. Er kürzte Artikel auf das Wesentliche, wobei er dem Klatsch und „menschlichen Blickwinkel“ großen Raum gab. Außerdem hielt er das Interesse des sehr patriotischen Mittelstands wach, indem er die britische Überlegenheit schilderte. 1896 gründete er die aggressiv imperialistische Daily Mail. Die Kronjubiläen 1887 und 1897 markierten den Höhepunkt des nationalen Selbstbewusstseins, das durch den Burenkrieg etwas gedämpft wurde.

### Sport
Zu Beginn des Viktorianischen Zeitalter arbeitete der Großteil der Bevölkerung durchschnittlich etwa 12 Stunden. Erst um die Mitte des 19. Jahrhunderts begann diese hohe Zahl an Arbeitsstunden langsam zu sinken. Um 1870 waren Arbeitsschichten von 10 Stunden üblich, an Samstagen wurde nur der halbe Tag gearbeitet. Es waren vor allem die kürzeren Arbeitszeiten und die Fortschritte im Transport- und Kommunikationswesen, die zum Massenphänomen Sport führten.

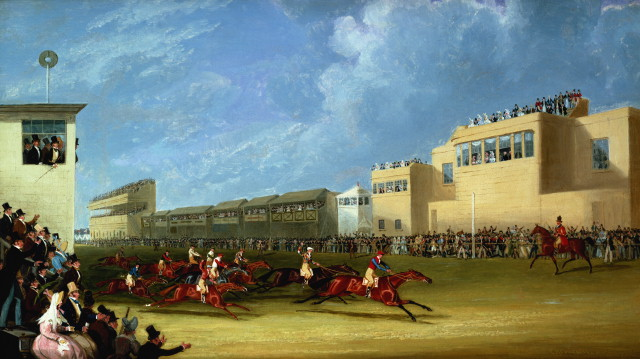
Der Ascot Gold Cup 1834, gemalt von James Pollard (1792–1867)

Pferderennen waren zu Beginn des Viktorianischen Zeitalters der Sport, der die größten Menschenmassen anzog. Rennereignisse in der Nähe größerer Städte, die mehr als zehntausend Zuschauer anzogen, galten als nicht ungewöhnlich. Zu Ereignissen wie dem Grand National und dem Pferderennen in Ascot kamen vereinzelt mehr als 60.000 Zuschauer. Bevor es gegen Ende der 1870er Jahre üblich wurde, die Rennbahnen vollständig einzuzäunen, war der Zutritt für die breite Masse kostenlos. Zahlreiche Stände säumten die Rennstrecke, was zu der Attraktivität beitrug, ein solches Rennereignis zu besuchen. Da an den Ständen auch Alkohol verkauft wurde, waren Pferderennen auch bekannt für die zahlreichen Prügeleien, die sich an solchen Renntagen ereigneten. Für die wohlhabenderen Schichten gab es Zuschauertribünen und abgegrenzte Bereiche. Allen Schichten gemeinsam war die Bereitschaft, auf den Ausgang des Rennens zu wetten. Beim Chester Cup im Jahre 1855 betrug der Wettumsatz mehr als 1 Million Britische Pfund.

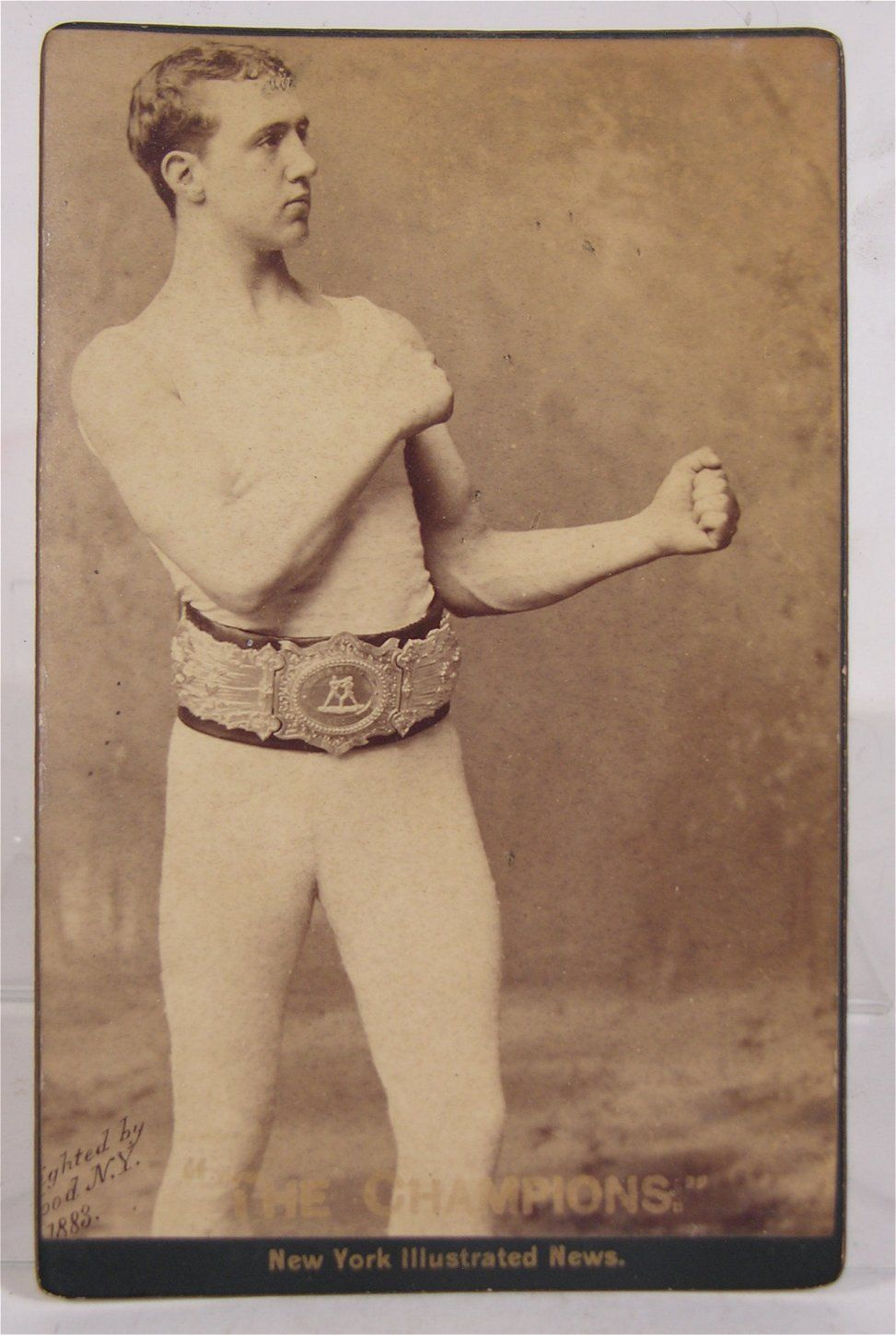
Charley Mitchell, einer der bekannteren britischen Boxkämpfer

Boxen gehörte seit Mitte des 18. Jahrhunderts zu den populären Sportarten. Bare-knuckle-Kämpfe fanden auf dem Land häufig vor Pubs, in Scheunen oder auf dem Gemeindeanger statt. Als Teile der Landbevölkerung in Folge der einsetzenden Industrialisierung in die Städte zogen, nahmen sie diesen Sport mit. Erst gegen Ende des 19. Jahrhunderts erlosch die ländliche Tradition des Boxsportes, obwohl der Sport in den Städten unverändert populär blieb. Während die Mittelschicht dieser traditionell in der Arbeiter- und Landbevölkerung verankerten Sportart wenig aufgeschlossen gegenüberstand, fand er in Adelskreisen durchaus Anhänger. Es war schließlich auch ein Angehöriger des Hochadels, nämlich John Sholto Douglas, 9. Marquess of Queensberry, der gemeinsam mit dem britischen Athleten John Graham Chambers die bis heute gültigen Boxregeln 1867 vorgeschlagen hatte, die unter anderem bindenden Boxhandschuhe vorsahen. Sie fanden erstmals in den 1880er Jahren bei der Weltmeisterschaft im Schwergewicht erste Anwendung.
Die Mittelschicht begann sich im Verlauf des Viktorianischen Zeitalters für einen sanfteren Sport zu begeistern: Um 1860 war Cricket die populärste britische Sportart. Es gab zwar auch Teams in der Arbeiterklasse und auch der Unterschicht zugehörende Zuschauer, aber typisch für ländliche Teams waren es meist ein Pfarrer oder der Gentry angehörende Landwirte, die die Teams führten, während in den Städten Ladenbesitzer und Büroangestellte diesem Sport nachgingen. Bis in die zweite Hälfte des 19. Jahrhunderts war Cricket eher ein Spiel, an dem man teilnahm, als eines, dem man zuschaute. Erst ab den 1860er Jahren begann Cricket auch große Zuschauermassen anzuziehen und W. G. Grace entwickelte sich zu einem der nationalen Sporthelden.
In den 1860er Jahren wurden Rugby und Fußball zum ernsthaften Vereinssport. Wie schnell diese Sportart populär wurde, lässt sich an der Anzahl der Birminghamer Fußballvereine festmachen. 1870 war in Birmingham Fußball noch weitgehend unbekannt, 1880 dagegen gab es in Birmingham mehr als 800 Fußballclubs. Die 1863 gegründete Football Association stellte um 1870 heute übliche Spielregeln auf. Das erste Pokalspiel fand 1872 und das erste Spiel im Ligasystem 1888 statt. Ähnlich wie zuvor Cricket entwickelte sich Fußball sehr schnell auch zu einem sehr populären Zuschauersport. Sahen beim ersten Pokalspiel 1872 nur gerade mal 2000 Personen zu, waren es beim Pokalfinale 1888 schon 17.000 und 1895 dann 110.000 Zuschauern. Der schon länger existierende Golfsport nahm ebenfalls einen bedeutenden Aufschwung.

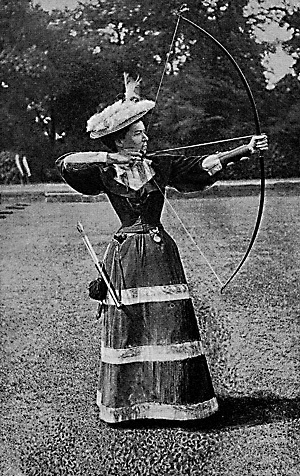
Die britische Bogenschützin Alice Legh ca. 1894

Die Möglichkeit, Sport auszuüben, beschränkte sich überwiegend auf den männlichen Teil der Bevölkerung. Schüler wurden sehr früh dazu ermutigt und in den britischen Jungenschulen wurde zunehmend Wert auf Teamsport gelegt. Mädchen dagegen wurde von aktiver Bewegung abgeraten. Viktorianische Mediziner befürchteten, dass zu starke körperliche Bewegung den sich entwickelnden Körper von Mädchen und jungen Frauen so sehr schaden würde, dass sie keine Kinder mehr zur Welt bringen könnten. Selbst die täglichen gymnastischen Übungen, denen sich Männer zunehmend widmeten, galten als für Frauen zu gefährlich. Als für den weiblichen Bevölkerungsteil akzeptabel galten Spaziergänge, bei denen aber darauf zu achten war, dass der Körper sich nicht zu sehr erhitzte, sowie Calisthenics, bei denen aber nur die Arme und der Schulterbereich bewegt wurden, während der Oberkörper ansonsten ruhig gehalten wurde. Bogenschießen und Croquet waren zwei weitere Sportarten, die Frauen der wohlhabenderen Schichten offen standen. Beide Sportarten ermöglichten eine Bekleidung, die in den zeitgenössischen Vorstellungen als schicklich empfunden wurde. Es waren trotzdem überwiegend unverheiratete Frauen, die diese beiden Sportarten ausübten. Für die meisten verheirateten Frauen war es mit dem Bild von angemessenem Verhalten nicht vereinbar, sich sportlich zu betätigen. Trotzdem waren es beim Bogenschießen um die Mitte des 19. Jahrhunderts mehr Frauen als Männer, die diesen Sport ausübten, und es waren insbesondere Frauen der oberen Schichten, die ihm nachgingen. Die notwendige Ausrüstung, um diesem Sport nachzugehen, kostete zwischen 2 und 5 britischen Pfund, wesentlich mehr Geld, als den meisten Frauen der Mittelschicht zur Verfügung stand. Zeitgenössische Berichte machen deutlich, dass von der Bogenschützin auch angemessene Kleidung erwartet wurde. Sie widmeten der Kleidung der Sportlerinnen gelegentlich mehr Zeilen als den eigentlichen Resultaten. Croquet dagegen war weniger exklusiv als Bogenschießen und verlangte nicht mehr als einen gemähten Rasen. Die Erfindung des Rasenmähers machte es möglich, dass auch die Häuser der Mittelschicht von einem solchen gemähten Rasen umgeben waren. Croquet wurde von beiden Geschlechtern gespielt, aber für Frauen war er besonders interessant, weil weder Korsett noch Krinoline daran hinderten, sich daran zu beteiligen.
An den in der spätviktorianischen Zeit neu aufkommenden Sportarten Rasentennis, der sich ab Mitte der 1870er Jahre entwickelte, und Fahrradfahren war bemerkenswert, dass sie sowohl von Männern als auch von Frauen ausgeübt wurden. Das Fahrrad, mit dem man längere Strecken zurücklegen konnte, wurde ein außerordentlich populäres Verkehrsmittel; Automobile konnten sich nur Wohlhabende leisten.

### Stadtleben
Vor allem für die Unterschicht etablierte sich als Unterhaltungsmöglichkeit neben dem Wirtshaus das Varieté, dessen Ruf sich mit der Zeit etwas besserte. Einige Figuren des Varietés wie der Komödiant Dan Leno wurden zu nationalen Persönlichkeiten. Amerikanischer Einfluss sollte später hinzukommen; der bereits um die Jahrhundertwende in Großbritannien bekannte Cakewalk ließ Jazz und Ragtime vorausahnen.
Die kompetentere Stadtverwaltung und die zunehmende Konzentration des Schienennetzes führte dazu, dass London sich zur künstlerischen und intellektuellen Metropole entwickelte. Zu den billigen Gaststätten kamen Restaurants und Cafés hinzu. Um die Jahrhundertwende konnten Stummfilme im Kino angesehen werden. Gehobene Unterhaltung gab es im beliebten Empire Theatre und dem Café Royal in der Regent Street. Nach langem Widerstand wurden 1896 erstmals die Museen sonntagnachmittags der Allgemeinheit geöffnet. Es gab immer mehr öffentliche Bibliotheken, die die weltliche Literatur zugänglicher machten.

## Spätere Wahrnehmung
Viele Zeitgenossen sahen das bereits von ihnen so genannte Viktorianische Zeitalter als Ära des Reichtums und der Sicherheit. Im 20. Jahrhundert wandelte sich diese Einstellung zum Negativen. Samuel Butler (The Way of All Flesh) und Lytton Strachey (Eminent Victorians, 1918) etwa übten Sarkasmus an der viktorianischen Heuchelei und dem bloßen Streben nach Besitz und Wohlstand. Später kamen jedoch auch eher nostalgisch geprägte Standpunkte auf. Gelegentlich wurde die Epoche als „gute alte Zeit“ bezeichnet. Die sogenannte Lolita-Mode ist an die Mode dieser Zeit angelehnt, ebenso die Steampunkmode.

## Nachweise
1. ↑  Anthony Wood: Nineteenth Century Britain 1815–1914. Longman, Harlow 1995, ISBN 0-582-35310-6, S. 121.
2. 1 2  BBC History: Jim Donelly; The Irish Famine
3. ↑  Edward J. O’Boyle: CLASSICAL ECONOMICS AND THE GREAT IRISH FAMINE: A STUDY IN LIMITS Forum for Social Economics, Bd. 35, Nr. 2, 2006 (PDF; 114 kB).
4. ↑  Michael Maurer: Kleine Geschichte Englands. Reclam, Stuttgart 2004, ISBN 3-15-009616-2, S. 365.
5. ↑  Anthony Wood: Nineteenth Century Britain 1815–1914. Longman, Harlow 1995, ISBN 0-582-35310-6, S. 125–127.
6. ↑  Gottfried Niedhart: Geschichte Englands im 19. und 20. Jahrhundert. C.H. Beck, München 2018, ISBN 978-3-406-72797-9, S. 103.
7. ↑  Hans-Ulrich Wehler: Bismarck und der Imperialismus. 4. Aufl., Deutscher Taschenbuch Verlag, München 1976, ISBN 3-423-04187-0, S. 263 ff.
8. ↑  Anthony Wood: Nineteenth Century Britain 1815–1914. Longman, Harlow 1995, ISBN 0-582-35310-6, S. 179.
9. ↑  Lewis C. Seaman: Victorian England. Aspects of English and imperial history 1837–1901. Routledge, London 1995, ISBN 0-415-04576-2, S. 419.
10. ↑  Michael Maurer: Kleine Geschichte Englands. Reclam, Stuttgart 2004, ISBN 3-15-009616-2, S. 413.
11. ↑  Gottfried Niedhart: Geschichte Englands im 19. und 20. Jahrhundert. C.H. Beck, München 2018, ISBN 978-3-406-72797-9, S. 44.
12. ↑  Anthony Wood: Nineteenth Century Britain 1815–1914. Longman, Harlow 1995, ISBN 0-582-35310-6, S. 102.
13. ↑  Anthony Wood: Nineteenth Century Britain 1815–1914. Longman, Harlow 1995, ISBN 0-582-35310-6, S. 104–105.
14. ↑  Anthony Wood: Nineteenth Century Britain 1815–1914. Longman, Harlow 1995, ISBN 0-582-35310-6, S. 185.
15. ↑  Lewis C. Seaman: Victorian England. Aspects of English and imperial history 1837–1901. Routledge, London 1995, ISBN 0-415-04576-2, S. 6.
16. ↑  Herbert F. Tucker (Hrsg.): A companion to victorian literature and culture. Blackwell, Malden 2004, ISBN 0-631-20463-6, S. 30.
17. 1 2  Irene Hardach-Pinke: Die Gouvernante. Geschichte eines Frauenberufs. Campus, Frankfurt am Main (u. a.) 1993, ISBN 3-593-34929-9, S. 15 f.
18. 1 2  Ruth Brandon: Other People’s Daughters – The Life and Times of the Governess. Weidenfeld & Nicolson, London 2008, ISBN 978-0-297-85113-4, S. 1.
19. 1 2  Ruth Brandon: Other People’s Daughters – The Life and Times of the Governess. Weidenfeld & Nicolson, London 2008, ISBN 978-0-297-85113-4, S. 19.
20. ↑  Cecilia Wadsö Lecaros: The Victorian governess novel. Lund University Press, Lund 2001, ISBN 91-7966-577-2, S. 20 (englisch).
21. ↑  Herbert F. Tucker (Hrsg.): A companion to victorian literature and culture. Blackwell, Malden 2004, ISBN 0-631-20463-6, S. 125–137.
22. ↑  Ruth Goodman: How to be a Victorian. Penguin, London 2013, ISBN 978-0-241-95834-6, S. 164.
23. ↑  Ruth Goodman: How to be a Victorian. Penguin, London 2013, ISBN 978-0-241-95834-6, S. 165.
24. ↑  Ruth Goodman: How to be a Victorian. Penguin, London 2013, ISBN 978-0-241-95834-6, S. 166.
25. ↑  Ruth Goodman: How to be a Victorian. Penguin, London 2013, ISBN 978-0-241-95834-6, S. 167.
26. ↑  Ruth Goodman: How to be a Victorian. Penguin, London 2013, ISBN 978-0-241-95834-6, S. 168.
27. ↑  Ruth Goodman: How to be a Victorian. Penguin, London 2013, ISBN 978-0-241-95834-6, S. 169.
28. ↑  Ruth Goodman: How to be a Victorian. Penguin, London 2013, ISBN 978-0-241-95834-6, S. 170.
29. 1 2  Ruth Goodman: How to be a Victorian. Penguin, London 2013, ISBN 978-0-241-95834-6, S. 171. Im Original schreibt Goodman: It takes a lot of hunger to do that to people.
30. ↑  Ruth Goodman: How to be a Victorian. Penguin, London 2013, ISBN 978-0-241-95834-6, S. 172.
31. ↑  Ruth Goodman: How to be a Victorian. Penguin, London 2013, ISBN 978-0-241-95834-6, S. 315.
32. 1 2 3 4  Ruth Goodman: How to be a Victorian. Penguin, London 2013, ISBN 978-0-241-95834-6, S. 317.
33. ↑  Ruth Goodman: How to be a Victorian. Penguin, London 2013, ISBN 978-0-241-95834-6, S. 318.
34. ↑  Ruth Goodman: How to be a Victorian. Penguin, London 2013, ISBN 978-0-241-95834-6, S. 321.
35. ↑  Ruth Goodman: How to be a Victorian. Penguin, London 2013, ISBN 978-0-241-95834-6, S. 322.
36. ↑  Ruth Goodman: How to be a Victorian. Penguin, London 2013, ISBN 978-0-241-95834-6, S. 325.
37. ↑  Ruth Goodman: How to be a Victorian. Penguin, London 2013, ISBN 978-0-241-95834-6, S. 328.
38. 1 2  Ruth Goodman: How to be a Victorian. Penguin, London 2013, ISBN 978-0-241-95834-6, S. 329.
39. 1 2  Ruth Goodman: How to be a Victorian. Penguin, London 2013, ISBN 978-0-241-95834-6, S. 149.
40. ↑  Ruth Goodman: How to be a Victorian. Penguin, London 2013, ISBN 978-0-241-95834-6, S. 338.
41. 1 2  Ruth Goodman: How to be a Victorian. Penguin, London 2013, ISBN 978-0-241-95834-6, S. 339.
42. ↑  Ruth Goodman: How to be a Victorian. Penguin, London 2013, ISBN 978-0-241-95834-6, S. 341.
43. ↑  Anthony Wood: Nineteenth Century Britain 1815–1914. Longman, Harlow 1995, ISBN 0-582-35310-6, S. 188.